# Kreis Pritzwalk
| Basisdaten                            | Basisdaten                                        |
| ------------------------------------- | ------------------------------------------------- |
| Bezirk der DDR                        | Potsdam                                           |
| Kreisstadt                            | Pritzwalk                                         |
| Fläche                                | 762 km² (1989)                                    |
| Einwohner                             | 32.130 (1989)                                     |
| Bevölkerungsdichte                    | 42 Einwohner/km² (1989)                           |
| Kfz-Kennzeichen                       | D und P (1953–1990) DU (1974–1990) PK (1991–1993) |
|                                       |                                                   |
| Der Kreis Pritzwalk im Bezirk Potsdam |                                                   |

Der Kreis Pritzwalk war ein Landkreis im Bezirk Potsdam der DDR. Von 1990 bis 1993 bestand er als Landkreis Pritzwalk im Land Brandenburg fort. Sein Gebiet liegt heute zum größten Teil im Landkreis Prignitz, kleinere Teile kamen zum Landkreis Ostprignitz-Ruppin. Der Sitz der Kreisverwaltung befand sich in Pritzwalk.

## Geographie

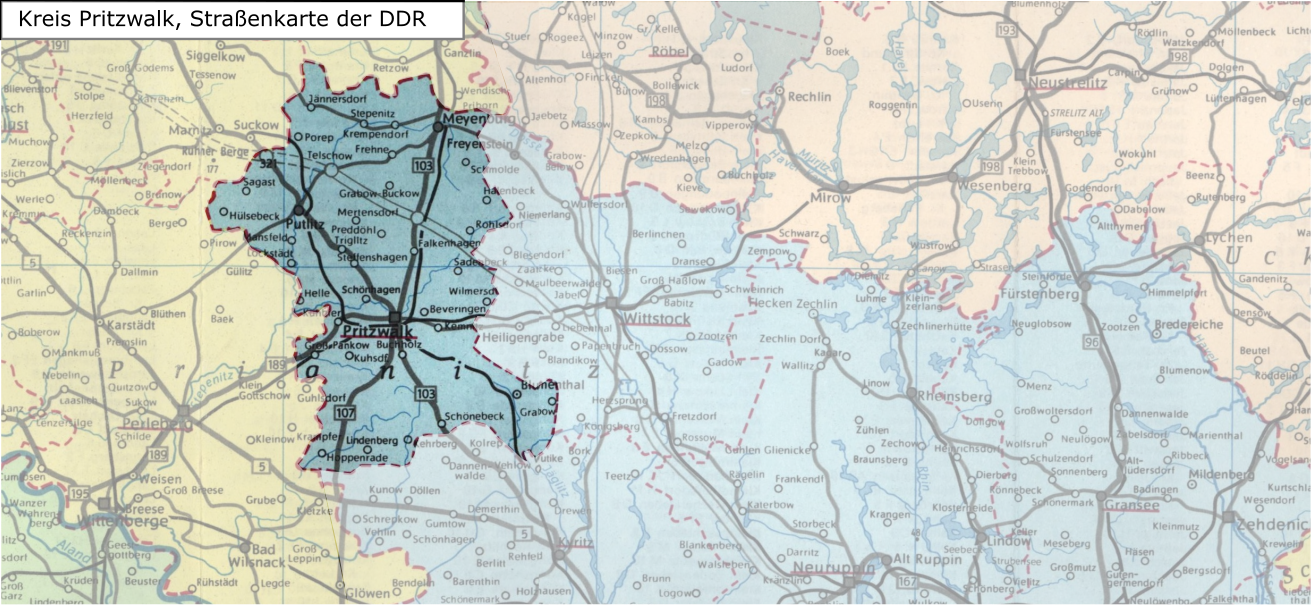
Kreis Pritzwalk Straßenkarte der DDR

### Lage und Siedlungsgeografie
Der Kreis Pritzwalk lag in der nördlichen Prignitz und wurde von der Dömnitz durchflossen. Der Kreis Pritzwalk befand sich ziemlich genau auf der Hälfte der Strecke von Berlin nach Rostock. Als weitere etwas größere Fließgewässer des Kreises sind noch Kümmernitz und Stepenitz zu nennen. Die strukturschwache Großregion in der Norddeutschen Tiefebene ist siedlungsarm und agrarisch geprägt gewesen. Adeliger Großgrundbesitz und Ostelbische Junker bildeten bis 1945 die besitzende soziale Oberschicht. Informelle soziale Formen der Hörigkeit der Bauern und eine starke Stellung der örtlichen Großgrundbesitzer, die aus Zeiten der Patrimonialgerichtsbarkeit herrührten, blieben noch bis ins 20. Jahrhundert eine nachwirkende Form der überkommenen frühneuzeitlichen Ordnung, mit abnehmender Tendenz. Im 19. Jahrhundert hatte eine starke Bevölkerungsabwanderung nach Berlin eingesetzt.
Die drei wichtigsten Orte bildeten Pritzwalk (1989: 12.306 Einwohner), Putlitz (1989: 2.130 Einwohner) und Meyenburg (1989: 2.742 Einwohner). Diese Ortschaften lagen an den Enden eines gleichmäßigen Dreiecks zueinander gerichtet und durch die Fernverkehrsstraßen miteinander verbunden zentral im Kreis. Alle drei Städte übten Funktionen des Grundzentrums und Pritzwalk zumindest partiell Funktionen eines Mittelzentrums aus. Die umliegenden Dörfer und Siedlungsplätze des Kreises waren auf diese drei Städte ausgerichtet. Neben den drei Städten umfasste der Kreis seit den Gemeindefusionen von 1974 noch elf Gemeinden.

### Nachbarkreise
Der Kreis grenzte im Norden an die Kreise Parchim und Lübz (beide Kreise gehörten zum Bezirk Schwerin), im Osten an den Kreis Wittstock, im Süden an den Kreis Kyritz und im Westen an den Kreis Perleberg.
Die Kreise Kyritz und Perleberg gehörten zur historischen Landschaft Prignitz, während der Kreis Wittstock historisch schon dem Ruppiner Land zuzuordnen ist. Die historisch gewachsenen Bindungen zu Kyritz bildet für Pritzwalk die stärkste Einflusskonstante über die DDR hinaus.

### Physische historische Geographie

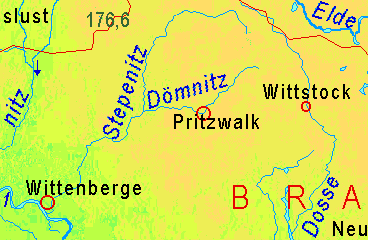
Der größte Teil des Kreises lag zwischen der Stepenitz im Westen und der Dosse im Osten

Die 44 teils mittelalterlichen Ortswüstungen des Kreises Pritzwalk sind gleichmäßig über das Kreisgebiet verteilt. Eine leichte Konzentration zeichnet sich um Putlitz, nordwestlich der Kreisstadt Pritzwalk, ab. Der Kreis Pritzwalk war, als Teil der Prignitz und östlich der Elbe gelegen, vor allem durch flache Grundmoränenflächen, die nur im Norden und Osten wellig bis kuppig sind, bestimmt. Das Kreisgebiet gehörte zum Nordbrandenburgischen Platten- und Hügelland. Typisch ist die Höhenlage zwischen 50 und 100 Meter. In diesem westlich der Dosse gelegenen Gebiet gipfelt das Ostprignitzer Hügelland in den Wamsdorfer Höhen bei Halenbeck (153 m) und erstreckt sich fast über das ganze Gebiet zwischen Meyenburg im Norden, Wittstock im Osten, Pritzwalk im Westen und Dannenwalde im Süden. Der Boden dieses Gebietes ist sehr ungleichmäßig, im Süden und Osten zwischen Heiligengrabe und Dannenwalde herrscht Sand mit größeren Waldungen. Typisch sind ausgedehnte Sandflächen in den Räumen westlich von Meyenburg und Putlitz
Der letzte Vorstoß des Inlandeises hat dieses Hügelland nicht mehr überdeckt, das Eis ist beiderseits daran vorbeigeflossen. Im Westen füllte es das Stepenitzbecken. Die Zuflüsse der Stepenitz haben meist schmale, scharf eingeschnittene Täler, sodass die Gegend arm an Wiesen ist. Dagegen macht die lehmige Beschaffenheit des Bodens die Nordwestecke der Ostprignitz bis Pritzwalk und Freyenstein hin zu deren landwirtschaftlich wertvollstem Teil, abgesehen von der Gegend westlich der Stepenitz, wo der Sand Unfruchtbarkeit verursacht hat. Es handelt sich dabei um ein ausgesprochenes Sandergebiet mit sehr geringwertigen Böden.
Die Landwirtschaft vollzog sich auf leichtem bis mittlerem Pleistozänboden bzw. Diluvialböden. Herausragende Bedeutung kam dem Getreideanbau zu, der ein Drittel der gesamten Anbaufläche in Anspruch nahm. Auch der Hackfruchtanbau nahm mit 11,5 % gegenüber den anderen Ackerfrüchten eine bedeutungsvolle Stellung ein. Der Kreis wies eine relativ geringe Bevölkerungsdichte auf und hatte eine hohe Agrarquote. Er gehörte zu den strukturschwachen Regionen der DDR mit dörflich geprägten Milieus, die relativ abgeschlossen von den Städten existierten. Die Tuchindustrie, die in der Zeit ihrer höchsten Konjunktur bis zu 500 Arbeiter beschäftigte, blieb ein einzelner, industriell hochentwickelter, aber kleiner Industriezweig in einem agrarisch geprägten Umland. Das gesamte Umland der Stadt Berlin und damit auch noch die Prignitz stand hinsichtlich des Absatzes in Abhängigkeit von Berlin. Die pflanzliche und tierische Produktion richtete sich nach den Bedürfnissen der Großstadt Berlin.

### Verkehr
Dreh- und Angelpunkt für den Verkehr im Kreis war der Bereich „Verkehr“ der Kreisbehörden. Im Büro der Verkehrsplanung wurde der Generalverkehrsplan aufgestellt und aktualisiert. Dazu gehörte auch die Linienführung der Verkehrsunternehmen, die mit den Verkehrsträgern abgestimmt wurden. Die zuständige ständige Kommission für den Bereich Verkehr des Kreistags beschäftigte sich wiederum mit akuten Verkehrsproblemen, aber auch mit den Leitlinien der Verkehrspolitik und die Einbindung der sektorenführenden Institutionen in diesem Bereich.
Der Kreis war durch die Autobahn Berliner Ring–Zarrentin in das Autobahnnetz der DDR eingebunden. Dem überregionalen Straßenverkehr dienten außerdem die F 103 von Kyritz über Pritzwalk nach Rostock, die F 107 von Pritzwalk über Genthin nach Karl-Marx-Stadt, die F 189 von Pritzwalk über Stendal nach Magdeburg und die F 321 von Pritzwalk nach Schwerin.
Den Kraftfahrzeugen (mit Ausnahme der Motorräder) und Anhängern wurden von etwa 1974 bis Ende 1990 dreibuchstabige Unterscheidungszeichen, die mit dem Buchstabenpaar DU begannen, zugewiesen. Die letzte für Motorräder genutzte Kennzeichenserie war DU 40-01 bis DU 60-00. Anfang 1991 erhielt der Landkreis das Unterscheidungszeichen PK. Es wurde bis Ende 1993 ausgegeben.
Mit dem Eisenbahnnetz der DDR war der Kreis Pritzwalk durch die Strecken Wittenberge–Pritzwalk–Neustrelitz, Pritzwalk–Putlitz und Meyenburg–Pritzwalk–Neustadt (Dosse) verknüpft.

Eisenbahnen im Kreis Pritzwalk
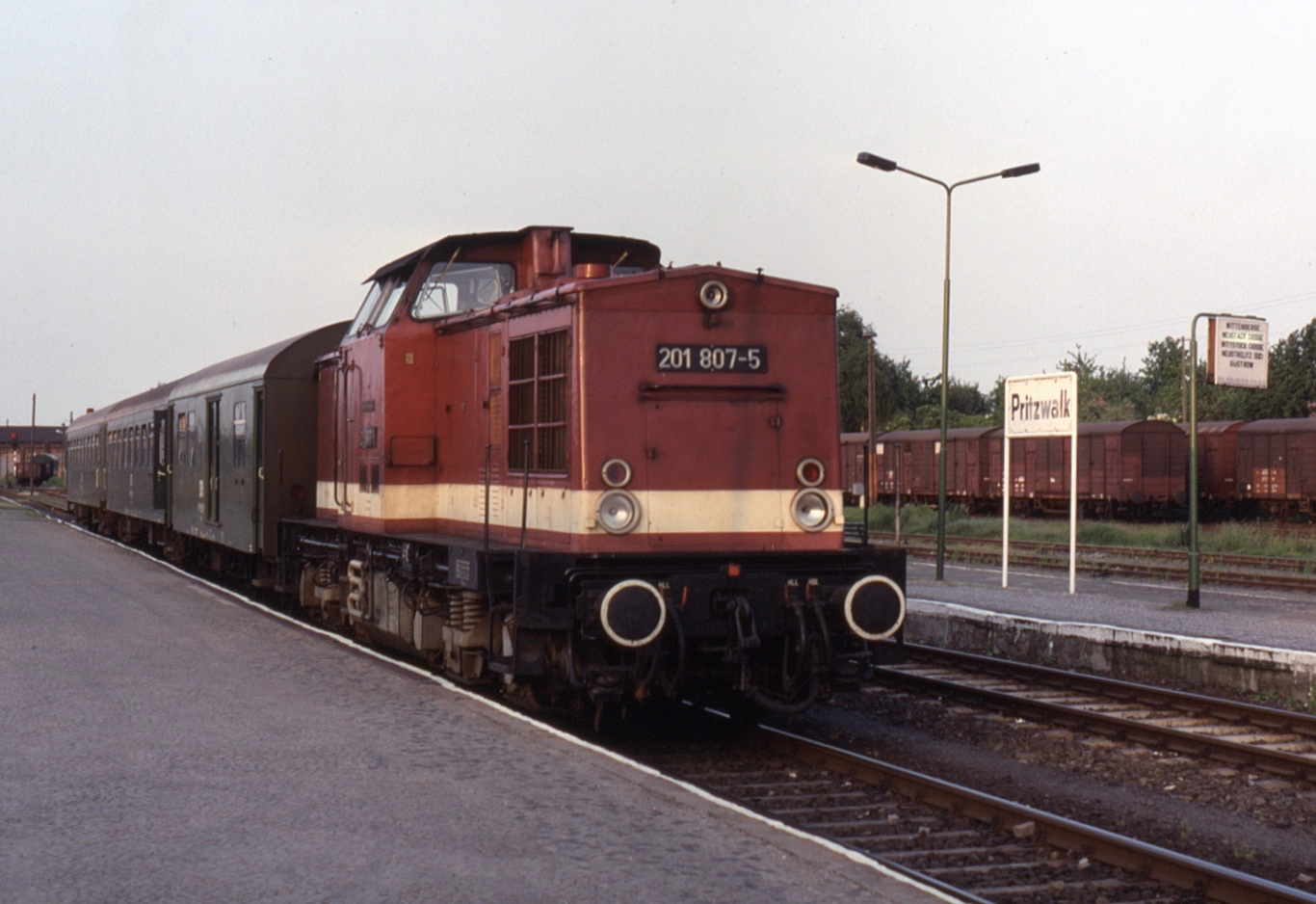
DR-Baureihe V 100 der Deutschen Reichsbahn am 27. Mai 1992 im Bahnhof Pritzwalk, Landkreis Pritzwalk
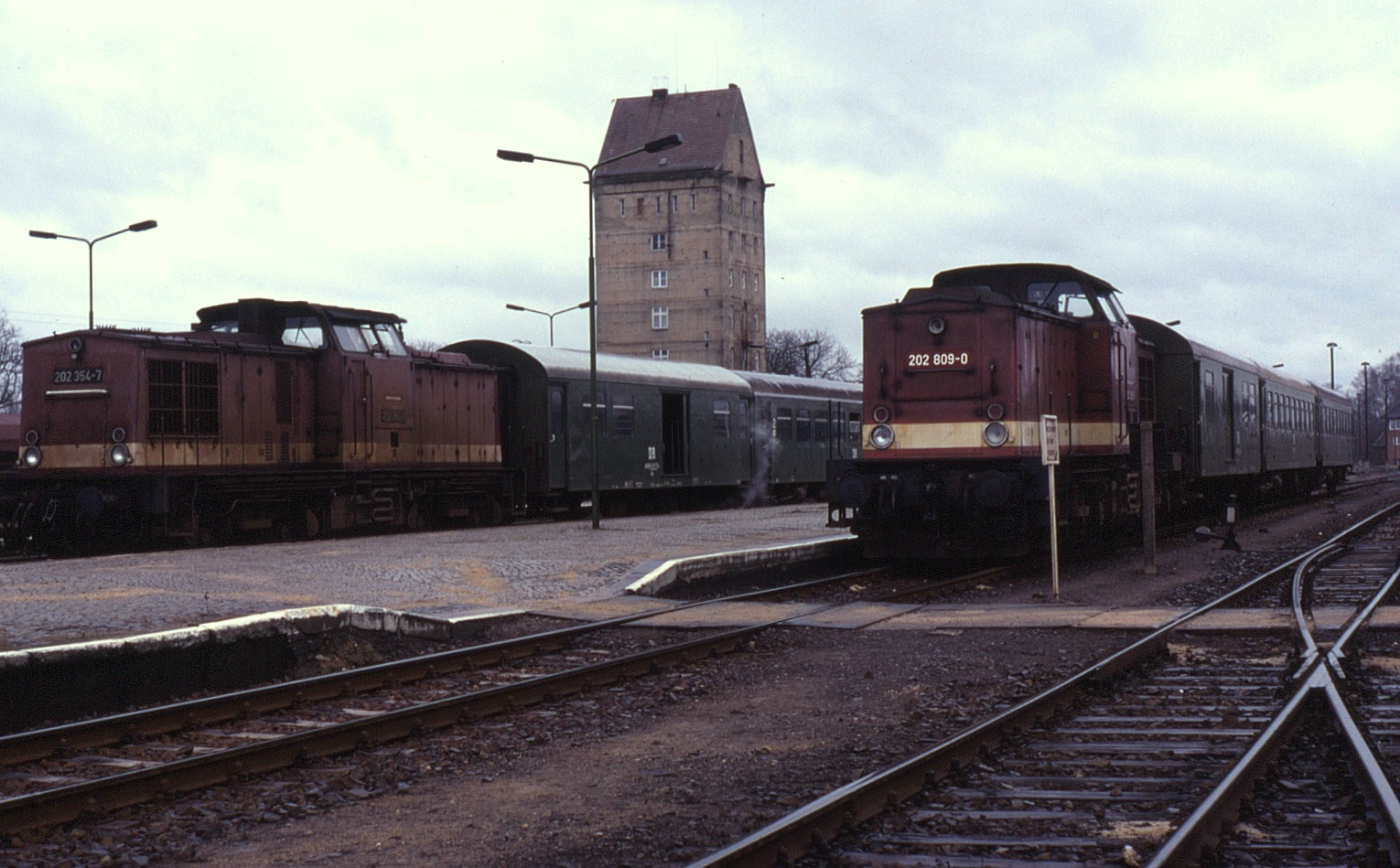
Bahnhof Pritzwalk am 11. Januar 1993, Zug der Bahnstrecke Wittstock (Dosse) nach Pritzwalk.
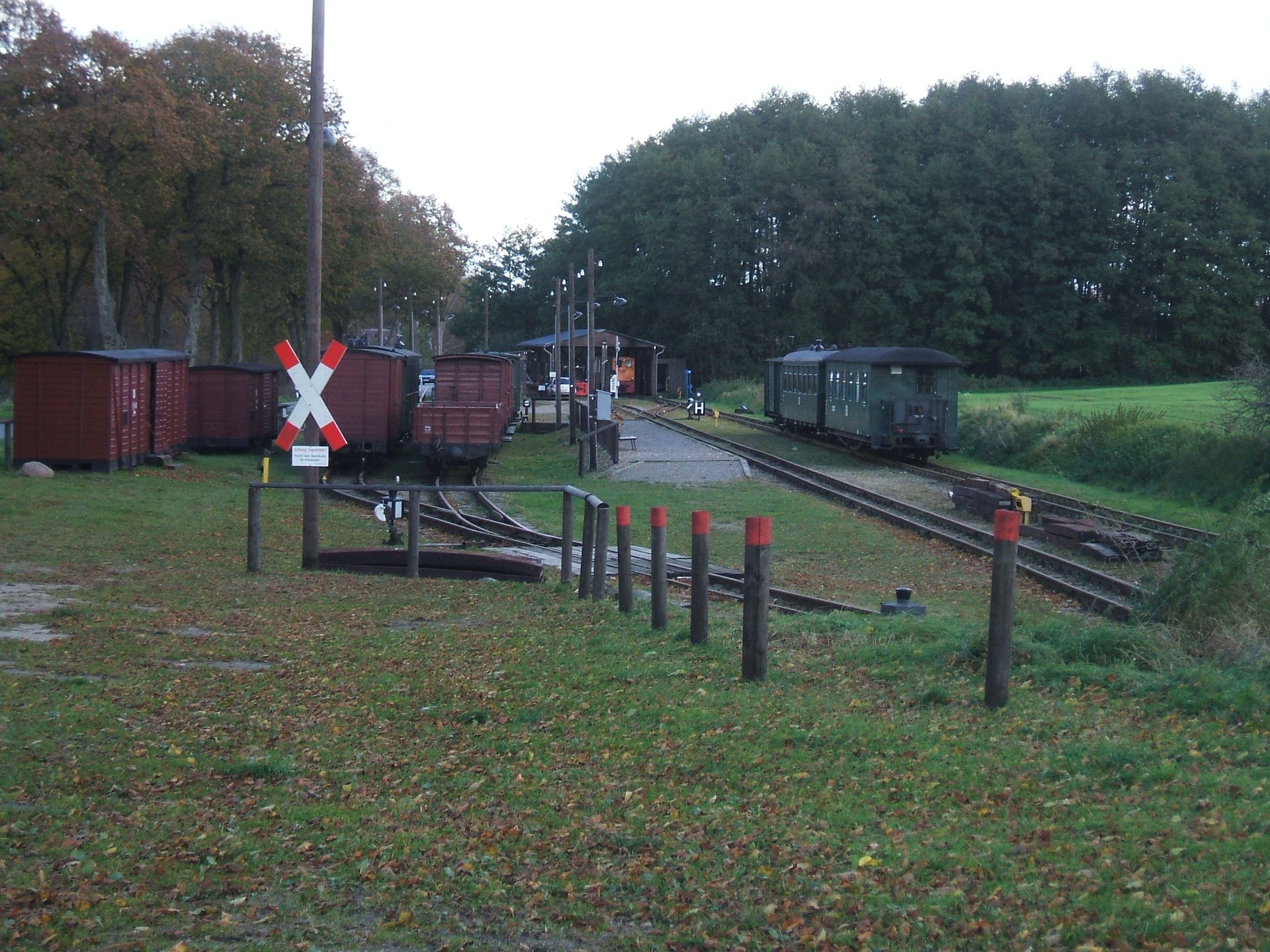
Kleinbahnhof in Mesendorf
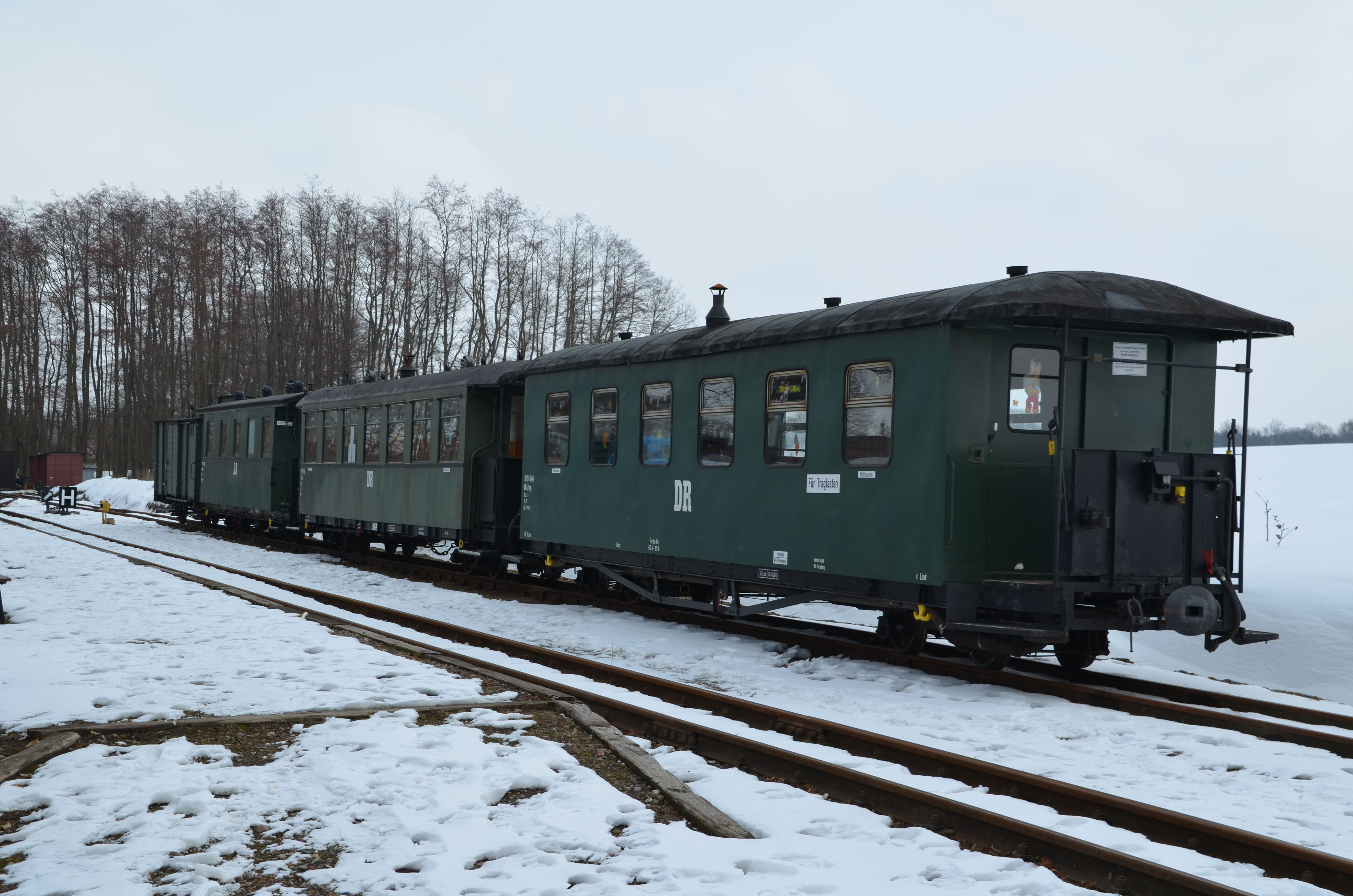
Personenzug der Kleinbahn in Mesendorf

Die Haupteisenbahnlinien, die alle Städte des Kreises berührten (Pritzwalk seit 1885), blieben im Wesentlichen Durchgangsstrecken. Seit der Jahrhundertwende wurden mehrere Kleinbahnen gebaut, die einen preiswerten Transport der Agrarprodukte sichern sollten. Dieses Netz von Kleinbahnen führte mit zur Steigerung der Agrarproduktion.
Auswahl an Bahnstrecken, die durch den Kreis Pritzwalk führten:
- Bahnstrecke Berge–Putlitz
- Bahnstrecke Pritzwalk–Suckow
- Bahnstrecke Neustadt–Meyenburg

Der 1952 gegründete VEB Kraftverkehr Kyritz mit Außenstelle Pritzwalk bediente die örtlichen und überörtlichen Verkehrsdienstleistungen, einschließlich der Kreise Wittstock/Dosse und Neuruppin und Kyritz. Dazu gehörte der Güterverkehr sowie die Transporte des Arbeiterberufsverkehrs und des Personenverkehrs. Der Kreistagsabgeordnete und Leiter einer örtlichen Gewerbebank (Bank für Handel und Handwerk) und Vorsitzender der Ständigen Kommission „Haushalt und Finanzen“ des Kreistages Pritzwalk, Hermann Lüder berichtete von seiner Gremienarbeit über die Entwicklung des überörtlichen Fahrdienstes.

„Einige Bürger aus Meyenburg, Frehne und Buddenhagen beschwerten sich, warum Schülerbusse, die nicht voll besetzt sind und sogar manche Strecken fast leer fahren, nicht andere Bürger mitnehmen können. Ich mußte mich mit dem VEB Kraftverkehr und auch mit der Abteilung Volksbildung in der örtlichen Presse auseinandersetzen, um eine Änderung (…) zu erreichen.“

 Zu der Fahrzeugflotte des VEB Kraftverkehr gehörten unter anderen Omnibusse der Ikarusreihe: Ikarus 255, Ikarus 260, Ikarus 280.
Die Verkehrsgesellschaft Perleberg – Pritzwalk mbH wurde am 31. März 1992 gegründet und bereitete damit die Kreisfusionierung vor.

### Wasser
Der 2019 abgelassene Flachlandspeicher Sadenbeck mit einem Einzugsgebiet von 16,6 km² und 1,0 Mill. m³ Speichervolumen bildete einen größeren Wasserspeicher. Er wurde zur Steigerung der Gemüseproduktion auf einer 454 Ha großen Beregnungsfläche der LPG (P) Sadenbeck genutzt. Probestau war 1986 und 1987 wurde der Speicher der LPG übergeben.
Als eine zweite Stufe der Zentralisierung der Wasserwirtschaft folgte die Bildung von Kreiswasserwirtschaftsbetrieben. Er sollte dem Rat des Kreises unterstellt werden und die zentralen wasserwirtschaftlichen Anlagen, die bis dahin selbständige Betriebseinheiten waren, in seine Rechtsträgerschaft übernehmen. Dieser Betrieb übernahm ohne Rücksicht auf Gemeindegrenzen zum Zeitpunkt seiner Bildung alle im Verbund arbeitenden Wasserversorgungsanlagen. Damit war erstmals erreicht, dass die in unmittelbarem technischem Zusammenhang stehenden genannten Anlagen auch organisatorisch in einer Hand waren. Dieser Konzentrationsprozess wurde schrittweise fortgesetzt.
Am 12. Dezember 1963 beschloss der Ministerrat der DDR Grundsätze über die Leitung und Organisation der Wasserwirtschaft. Auf dieser Grundlage wurde die Anordnung über die Bildung der VEB Wasserversorgung und Abwasserbehandlung vom 23. März 1964 erlassen. Darin ist festgelegt, dass für jeden Bezirk aus den bestehenden finanz- und bruttogeplanten Wasserwirtschaftsbetrieben der Bezirke, Kreise, Städte und Gemeinden bis zum 31. Dezember 1964 ein VEB Wasserversorgung und Abwasserbehandlung gebildet wird und die öffentlichen Anlagen der Wasserversorgung und Abwasserbehandlung der Städte und Gemeinden in diese einzugliedern sind.

### Energie
Zu den 1983 errichteten Leitungen der Erdgastrasse gehören die Abschnitte Pritzwalk-Meyenburg-Neubrandenburg der Ferngasleitung Waren-Neubrandenburg.

## Geschichte

Ausgangslage des Landkreises Ostprignitz (in Cyan). Dieser war mit einer Fläche von 1869 km² ungleich größer als der nachfolgende Kreis Pritzwalk. Der Altkreis besaß 138 Landgemeinden mit insgesamt 35.308 Einwohnern und 5 Städte (Ackerbürgerstädte Kyritz, Pritzwalk, Wittstock, Meyenburg, Freyenstein) mit 25.638 Einwohnern.

### Kreisreform
Nach 1945 schien die Entwicklung in Ostdeutschland unter dem Besatzungsregime der Sowjetischen Militäradministration in Deutschland (SMAD) zunächst auf die Wiederherstellung des föderativen und kommunalen Aufbaues zuzulaufen. Dieser Prozess erfuhr aber im Zuge der Stalinisierung der DDR einen jähen Abbruch. Eine starke Zentralisierungsreformierung setzte ein. Die Kreisebene hatte seit 1950 keine Haushaltsautonomie mehr und waren von übergeordneten Finanzzuweisungen abhängig. Es gab nur noch einen Haushaltsplan der DDR, dem der Volkswirtschaftsplan der Republik zugrunde lag und der die Haushalte aller Staatsorgane und Gebietseinheiten umfasste.
Am 25. Juli 1952 kam es in der DDR zu einer umfassenden Verwaltungsreform, bei der die Länder aufgelöst und neue Bezirke gebildet wurden. Im Rahmen des verkündeten „Aufbaus des Sozialismus“ war es das Ziel, eine ununterbrochene Befehls- und Kontrollkette von oben nach unten zu schmieden. Es sollte gewährleistet werden, dass die Vorgaben und Anweisungen der Berliner Zentrale direkt den untergeordneten Verwaltungsinstanzen zur Ausführung unter regelmäßiger Überprüfung vermittelt wurden und diese dabei ohne eigenständige verfassungsrechtliche Legitimation blieben.
Mit der Vorbereitung und den Planungsarbeiten für die Verwaltungsreform waren zunächst zwei Dienststellen befasst: die Abteilung Staatliche Verwaltung im Zentralkomitee der SED (Leiter: Anton Plenikowski, Stellvertreter: Willi Barth) und die Hauptabteilung Staatliche Verwaltung im Ministerium des Innern (Leiter: Klaus Sorgenicht). Im April 1952 lagen erste Planungspapiere vor. Bereits am 27. Februar 1952 hatte sich Walter Ulbricht auf einer Konferenz mit den 1. Sekretären der SED Kreisleitungen konkret zum Plan einer Verwaltungsreform geäußert. Er nutzte die wirtschaftlichen Schwierigkeiten, die sich in der gesamten DDR damals zeigten, um hieraus ein „bürokratisches Zurückbleiben in großen Teilen des Staatsapparates, der wirtschaftlichen Organe“ abzuleiten. Die staatliche Neugliederung fiel allein in die Kompetenz der Parteiführung. Nur ausgewählte Organe der Regierung wurden zur Unterstützung herangezogen, während die Länder und Altkreise aus der Phase der Planung und Vorbereitung weitgehend ausgeschlossen blieben. Deren Vertreter durften, sofern sie der SED angehörten, nach Aufforderung ihre Ansichten äußern, hatten jedoch keine eigene Planungskompetenz. Die Grenzen der Kreise sollten entsprechend den politischen, wirtschaftlichen und verkehrstechnischen Zweckmäßigkeiten festgelegt werden. Konkretere deskriptiv beschriebene Kriterien gab es in der Planungsphase nicht.
Darunter war in der Folge ein völliger territorialer Neuzuschnitt zu verstehen, der bewusst keine Anlehnung an die tradierten Strukturen bot. Die Verwaltungseinheiten sollten zwecks besserer „Anleitung und Kontrolle“ durch die Bezirksorgane verkleinert werden. Die stereotype Begründung der SED lautete, dass die Kreise zu groß seien. Sie können nicht die ihnen übertragenen Aufgaben erfüllen und auch nicht die strikte Durchführung der Gesetze und Verordnungen gewährleisten. Die Gemeinden bleiben in ihrer damaligen Form bestehen. Die neu zu bildenden Landkreise sollten fortan durchschnittlich 50 Gemeinden (vorher durchschnittlich 81) mit 70.000 (vorher 118.000 Einwohner) umfassen.
Die Sollvorgabe der Anzahl der Gemeinden entsprach dem tatsächlich im Kreis Pritzwalk vorhandenen Gemeindebestand. Bei der Bevölkerungszahl lag der dünnbesiedelte Kreis aber von Anfang an unter den gesetzten Rahmenwerten.
Es sollte auch in den neuen Verwaltungseinheiten sogenannte Volksvertretungen geben, die zunächst nicht gewählt, sondern durch Aufteilung der aufzulösenden Kreistage zu bilden seien. Die Bezeichnung dafür lautete weiter Kreistag. Das Verwaltungsorgan sollte sich Rat des Kreises nennen. Die kreisliche Volksvertretung hatte weder eine politische Initiativfunktion noch eine Kontrollfunktion. Beschlussvorlagen wurden vom Rat des Kreises nach Konsultation mit der örtlichen SED-Führung eingebracht. Die Abstimmungen im Kreistag über diese Beschlussvorlagen erfolgten in der Regel einstimmig und ohne vorherige Debatte. Redebeiträge der Mitglieder des Kreistags waren zuvor abgestimmt oder gar vorgegeben. Kontroverse Debatten, Diskussionen oder Diskurse waren unbekannt. Die Zusammenkünfte der Kreistage hatten in der DDR bis in den Herbst 1989 hinein bestenfalls einen deklaratorischen Charakter.
Die alten Landkreise noch aus der Zeit der Provinz Brandenburg wurden aufgelöst und neue kleinere Kreise gebildet. Aus Teilen des damaligen Landkreises Ostprignitz und kleinen Teilen des damaligen Landkreises Westprignitz wurde der neue Kreis Pritzwalk mit Sitz in Pritzwalk gebildet. Der Kreis wurde dem neuen Bezirk Potsdam zugeordnet. Er ist nur in seinen Kernbereichen mit dem alten markbrandenburgischen Pritzwalkischen Kreis (gelegentlich ebenfalls Kreis Pritzwalk genannt) identisch. Die Grenzen zu den neuen Kreisen Perleberg, Wittstock und Kyritz wurden im Vergleich zu den Grenzen der alten markbrandenburgischen Kreisen Perleberg, Wittstock und Kyritz dagegen neu zugeschnitten. Lediglich die kurze Grenze zu Mecklenburg blieb unverändert. Der neue Gebietszuschnitt enthielt 59 Gemeinden aus dem vormaligen Kreis Ostprignitz und sechs Gemeinden aus dem Kreis Westprignitz (Hülsebeck, Lockstädt, Lüttendorf, Mansfeld, Putlitz, Sagast).
Alle weiteren staatlichen, politischen oder öffentlichen Institutionen bekamen häufig den Kreisstatus, wie zum Beispiel das Kreisschulamt, FDJ-Kreisleitung, Kreisdienststelle des MFS, Kreispolizeiamt oder das Kreiskrankenhaus. Der Umzug der einzelnen bisherigen Verwaltungsdienststellen in ihre neuen Kreisdienststellen begann am 1. August 1952. In Pritzwalk waren dafür zunächst drei Baracken mit je 20-25 Räumen eingeplant.
Dauerhaftes Domizil der Kreisverwaltung wurde das Gebäude der Tuchfabrik Draeger bzw. der Quandtschen Tuchfabrik und die heutige Museumsfabrik Pritzwalk. Die Fabrik war nach 1945 demontiert worden und die Innenräume waren ausgeräumt und leer. Der noch moderne Verwaltungstrakt aus den 1930er Jahren bestand aus offenen Großraumbüros. Teile der Räume waren zunächst nicht heizbar. Dem Rat des Kreises wurden aber die Mittel zum Ausbau der Räume zur Verfügung gestellt.
Die Bildung und Überleitung der alten Organisationsstrukturen auf die neuen Kreiszuschnitte vollzog sich organisatorisch schleppend. Im neuen Kreis Pritzwalk gab es Startschwierigkeiten, da der neue Vorsitzende des Rates des Kreises zunächst ohne Mitarbeiter blieb. Es gab eine Säuberungswelle zu Beginn der 1950er Jahre, bei der zahlreiche altgediente Fachleute aus den Verwaltungen entfernt wurden. Ersetzt wurden diese häufig parteilosen Angestellten mit jungen Nachwuchskadern aus der SED. Noch im Oktober 1952 waren im Bezirk Potsdam nicht alle für die Kreise vorgesehenen Planstellen besetzt worden. Die Neigung der Verwaltungsangestellten, in den alten Kreise zu verbleiben und sich teilweise der Versetzung zu entziehen erschwerte die Neubesetzung zusätzlich. Der zusätzliche Bedarf an Diesel während der Erntezeit leerte die Treibstoffdepots, sodass sich der Umzug von Büromöbeln und Aktenmaterial in die neue Kreisstadt verzögerte. Andere Ursachen für nicht arbeitende Verwaltungen ergaben sich aus der rücksichtslosen Umsetzung von Verwaltungsangestellten von einer Dienststelle zur nächsten. Für ihre Unterbringung am neuen Arbeitsort wurden keine Vorsorgen getroffen. Zur Hilfe und Anleitung wurde ein Instrukteur der Kaderabteilung des Rates des Bezirkes Potsdam nach Pritzwalk geschickt. Dieser half bei der Bildung eines Organisationskomitees zum Aufbau der einzelnen Fachgebiete, Übergabe und Übernahme von Materialien, Karteien, Akten, Plänen. Grundlage der Organisation bildete ein zentral genehmigter Stellen- und Strukturplan. Es folgte auch in Pritzwalk bis Anfang September 1952 die Konstituierung des Pritzwalker Kreistags als auch die Einberufung der 1. Sitzungen des Rates des Kreises. Erste Probleme, die sich dem Rat stellten, war der Abtransport des Getreides der Ernte. Das Getreide musste wegen fehlender Silos in allen verfügbaren Kultur- und Tanzsälen zwischengelagert werden.

### Doppelte Unterstellung und Parallelstrukturen
Das Prinzip der mit der Verwaltungsreform eingeführten „doppelten Unterstellung“ bedeutete, dass die Fachabteilungen der Räte der Kreise sowohl dem Rat des Kreises als auch der Fachabteilung des Rates des Bezirkes unterstellt wurden. Die Direktive von oben sollte widerspruchslos und widerstandslos unten empfangen und verwirklicht und dazu den Befehlsgebern in der Zentrale der unmittelbare Zugriff auf die Befehlsempfänger in den Regionen ermöglicht werden.
Zum 1. Juni 1955 waren beim Kreis Pritzwalk ein Bevollmächtigter (vier im Soll) und 19 Instrukteure (36 im Soll) beschäftigt. Beide Beschäftigtentypen hatten besondere Kompetenzen. Die Anleitung der Bevollmächtigten in den Landkreisen des Bezirkes Potsdam erfolgte einmal wöchentlich. Die Anleitung wurde vom 1. Sekretär der Kreisleitung der SED und dem Vorsitzenden des Rates des Kreises vorgenommen. In dieser Anleitung werden die Schwerpunkte der vorhergehenden Bürositzung der Kreisleitung und der Ratssitzung des Rates des Kreises den Bevollmächtigten erläutert, um damit die politischen Aufgaben mit den wirtschaftlichen Aufgaben zu verbinden. Bei den Instrukteuren erfolgte die Anleitung durch den Bevollmächtigten in einer Arbeitsbesprechung am nächstfolgenden Werktag. Hierzu fasste der Bevollmächtigte die Instrukteure, Zootechniker und die Pflanzenschutztechniker seines MTS-Bereiches zusammen und gab ihnen die Anleitung für die nächste Woche.
Die in Vorbereitung und bei Durchführung der Verwaltungsreform von 1952 besonders in Erscheinung getretenen zentralen Partei- und Regierungsstellen behielten weiterhin ihre Zuständigkeit für die neuen Verwaltungsterritorien und die örtlichen Verwaltungsorgane. Die bewusst gewollte Uneinheitlichkeit der Unterstellungsverhältnisse eröffnete die Möglichkeit zur Einflussnahme von außen, vor allem durch den Apparat der SED. Von besonderer politischer Relevanz war die Einrichtung der SED-Kreisleitung in Pritzwalk, im Gebäude der heutigen AOK. Als hauptamtlicher Verwaltungsapparat organisierte und koordinierte die SED-Kreisleitung die Arbeit der SED im Kreis Pritzwalk. Die Mitglieder des Sekretariates bildeten innerhalb der SED-Kreisleitung das eigentliche Machtzentrum. Jedes Sekretariatsmitglied verfügte über ein eigenes Fachgebiet. Damit existierte eine Parallelstruktur zur staatlichen Verwaltung auf der Kreisebene. Die Kreisverwaltung unterlag im Konfliktfall den Beschlüssen der SED-Kreisleitung. An den Sitzungen des Sekretariates der SED-Kreisleitung nahmen auch einzelne Räte des Rates des Kreises teil.
Der Gerichtsaufbau folgte der neuen Verwaltungsgliederung der DDR. Es gab folglich ein Kreisgericht, das sich am territorialen Zuschnitt des Kreises Pritzwalk ausrichtete. Zuständig war aber nicht der Kreis, sondern das Justizministerium der DDR. Ebenso wie die Justiz wurde 1952 auch die Volkspolizei von den örtlichen Organen getrennt. Die Kreispolizei gehörte zum Wirkungsbereich des Ministeriums des Innern. Die Kreisverwaltung behielt lediglich Aufgabenbereiche, die sich dem Verwaltungsdienst zuordnen ließen, wie die Gewerbepolizei. Aus dem 1950 gegründeten Ministerium für Staatssicherheit gingen ebenso Kreisdienststellen hervor, die den geographischen Zuschnitt des Kreises Pritzwalk annahmen, aber ebenso der Aufsicht des Zentralministeriums unterstanden. Die eigentlichen Kreisverwaltungsstrukturen hatten hier keine Kompetenzen. Mitglieder der SED-Kreisleitung bekleideten in Personalunion ebenso Posten in der Kreisdienststelle des MfS. Aufgrund dieser Instanzenzüge, die sich außerhalb des Amtswirkungsbereichs der Kreisverwaltung vollzogen, hatte diese in ihrem Kreisgebiet im Ergebnis nur eingeschränkte Handlungs- und Initiativmöglichkeiten. Im Kreis wirkten vor allem zentral aus Berlin gesteuerte Instanzen, auch an der Kreisverwaltung vorbei oder zumindest im Hintergrund dirigierend.

### Umsetzung des Kollektivierungsprogramms
Die verwaltungsintern beschäftigten politischen Funktionäre und Mitarbeiter des Kreises hatten es im laufenden Kollektivierungsprogramms schwer, die verwaltungsseitigen Aufgaben und übergeordneten politischen Erwartungen zu erfüllen. Das galt insbesondere für die Anfangszeit. Übergeordnete Behörden bemängelten häufig Nachlässigkeiten, Zielverfehlungen oder falsche politische Überzeugungen und Handlungen. Drücke dieser Art wurden auch in die Öffentlichkeit berichtet. Nachlässigkeiten wurden meist personell festgemacht. Bestrafungen waren meist die Folge.
Ein Beispiel dieses administrativen Führungsstils im Kreis war die Absetzung des Landrats im September 1955. Veranlassung dafür war die nachlässige Durchführung der Anordnungen des Ministerrats zur Beschleunigung der Ernte im Kreis Pritzwalk sowie die mangelhafte Übersicht über die Lage im Kreis und die unzulängliche Arbeit der staatlichen Organe.

„Der Rat des Kreises hatte bisher keinen genauen Überblick über den Stand der Kartoffelrodung. Der Kreis Pritzwalk ist der größte Kartoffelerzeuger des Bezirkes Potsdam. Viele hundert Tonnen soll er in andere Gebiete der DDR ausführen. (…) Statt am Tage der Veröffentlichung der Ministerratserklärung die MTS sofort auf diese Aufgabe zu orientieren, wird es Ihnen erlaubt, 12 Tage ohne ernsthafte Anstrengungen verstreichen zu lassen. (…) Die Ansicht des Rates des Kreises Pritzwalk, daß es erst ab 20. September „richtig losgehe“, hat dazu geführt, daß die vier MTS des Kreises nur schleppend die Kartoffeln roden.“

Versorgungsprobleme bildeten auch in der Folgezeit wiederkehrende Agenden in der Kreisverwaltung. Zur Steigerung der Produktion führten die Kreise Pritzwalk, Wittstock und Kyritz als Leitungsmethode Leistungsvergleiche und Leistungswettbewerbe durch. Der Anteil der ausgebildeten Facharbeiter an der Gesamtanzahl der Genossenschaftsmitglieder machte im Kreis Pritzwalk nur zwei Prozent aus. Die berufliche Bildung der Landbevölkerung wurde daher forciert. Im Kreis Pritzwalk arbeiten Ende der 1950er 11 Dorfakademien.
Bei Gründung des Kreises im August 1952 gab es erst zwei LPGs im Kreis. Die Kreisleitung forcierte das Kollektivierungsprogramm daraufhin und entwickelte einen Schwerpunktplan. Fast allabendlich fuhren Mitarbeiter und Sekretäre der Kreisleitung zu Versammlungen in die Dörfer, um die Bildung von Genossenschaften zu forcieren. Im Februar 1953 existierten bereits 26 LPGs im Kreisgebiet. Der Wandel der Wirtschafts- und Sozialstruktur (Bodenreform und Kollektivierung) auf dem Land führte zu Verringerung der Arbeitsmoral der Beschäftigten. 1960 sollten über 60 Prozent der gesamten landwirtschaftlichen Nutzfläche des Kreises kollektiviert worden sein. Der forcierte Wandel der Eigentumsformen wurde auch mit Druck staatlicher Stellen bewerkstelligt. Die privaten Handwerker und Kaufleute entwickelten aufgrund der wirtschaftlichen Unsicherheit Zukunftssorgen, Bauern verließen den angestammten Hof und flüchteten in den Westen. Freiwillige Beitritte in die Genossenschaften erfolgten nicht überall. Es entstanden vielerorts Frustrationen. Im Kreis Pritzwalk stellte die Arbeitsschutzinspektion im Rat des Kreises Pritzwalk im November 1952 bei einer Überprüfung der MAS in Gerdshagen „erhebliche Mängel und Schwächen in der Leitung des gesamten Betriebes“ und „wenig Achtung vor dem Volksvermögen“ fest. Der Aufstand vom 17. Juni wirkte sich auch im Norden kurzzeitig destabilisierend aus. Im Kreis Pritzwalk haben in der Folge 187 Landwirte ihre Mitgliedschaft in der LPG gekündigt. Von den 31 LPGen im Kreis, die nach der II. Parteikonferenz im Sommer 1952 bis März 1953 gegründet worden waren, wurden viele nach der Ernte 1953 wieder aufgelöst.
Die Stimmung zu Anfang 1953 im Vorfeld des Aufstands war auch im Kreis Pritzwalk, wie anderswo in der Republik, nicht regimefreundlich gewesen. Das Volkspolizeikreisamt Pritzwalk berichtete in die Bezirksstadt Potsdam vom Stimmungswandel in der Einwohnerschaft. So hatte in Pritzwalk der Eigentümer eines holzverarbeitenden Betriebes mit vier Mitarbeitern eine Feierstunde zum Tode Stalins in einer Gaststätte gestört. Einen kaufmännischen Angestellten aus Glöwen (Kreis Pritzwalk) verhaftete die Polizei im Zug ebenso wegen Provokationen.

VEG Groß Langerwisch, 1954
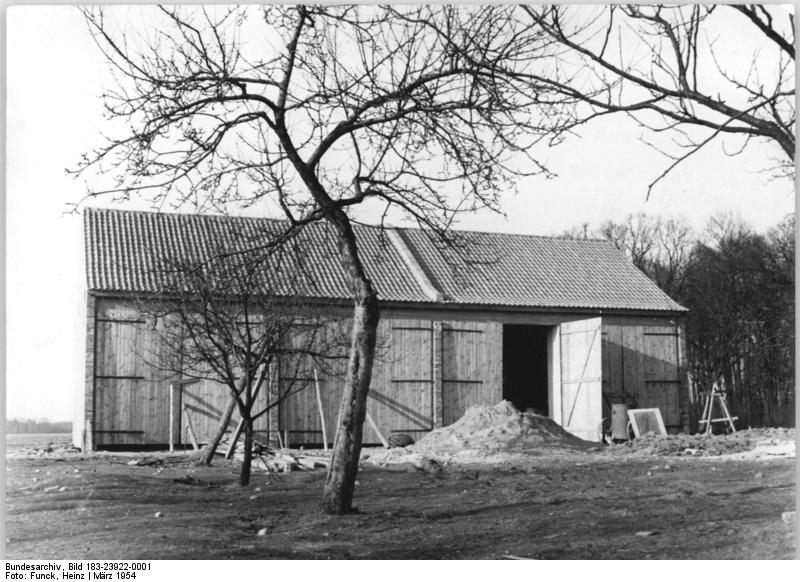
26.3.1954: Auf dem Volksgut Groß Langerwisch wird gebaut. Dieser große Mähdrescherschuppen steht kurz vor der Fertigstellung. Vorgesehen war dieser für die Beherbergung sowjetischer Mähdrescher vom Typ Stalinez
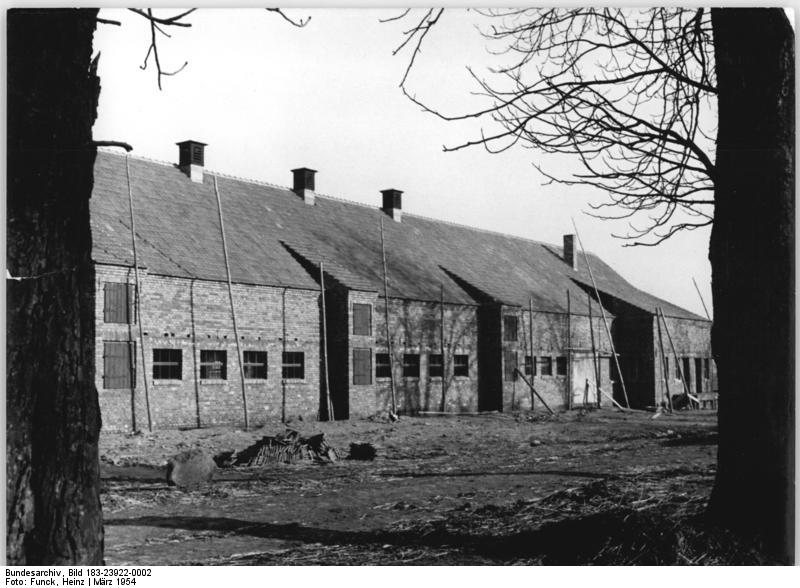
Groß-Langerwisch, Wohnhaus des VEG, 26.3.1954: in Bau befindlicher Rinderstall für 70 Rinder mit vorgesehener damaliger moderner Ausstattung: u. a. eine elektrische Melkanlage. Im Mai sollte der Rinderstall fertig sein.
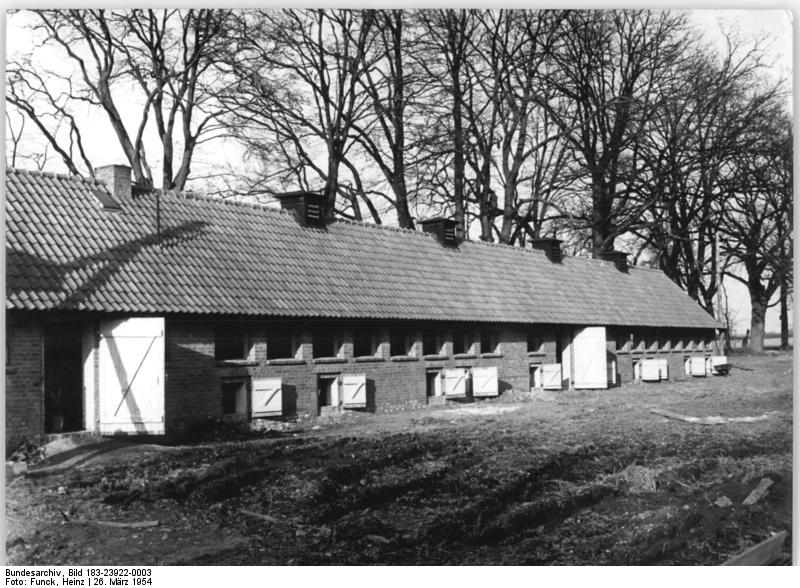
VEG Gross-Langerwisch, Schweinestall Zentralbild, 26.3.1954: Der neue Schweine-Aufzuchtstall des Volksgutes.
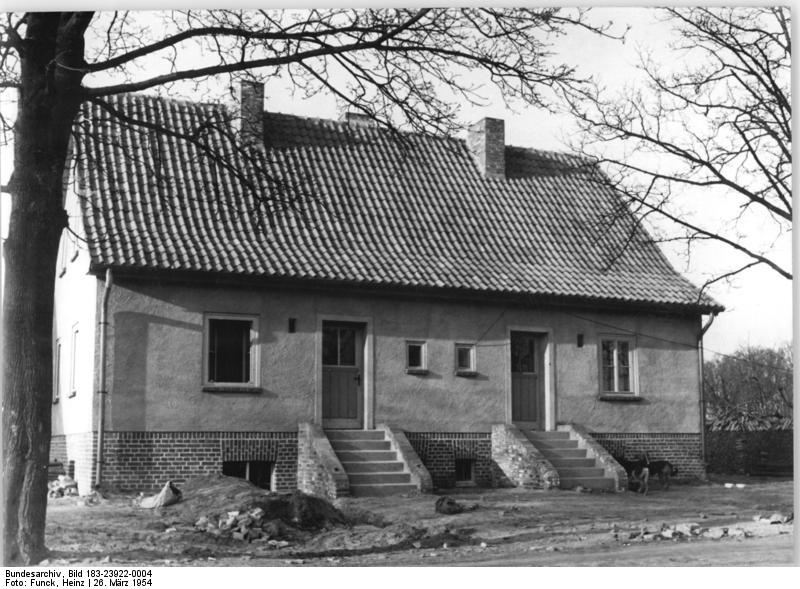
Groß-Langerwisch, Wohnhaus des VEG, 26.3.1954: Auf dem Volksgut Groß-Langerwisch wurden zwei der abgebildeten Zweifamilienhäuser 1953 für die Landarbeiter des Volksgutes gebaut. Im Jahr 1954 entstanden zwei weitere Wohnhäuser.
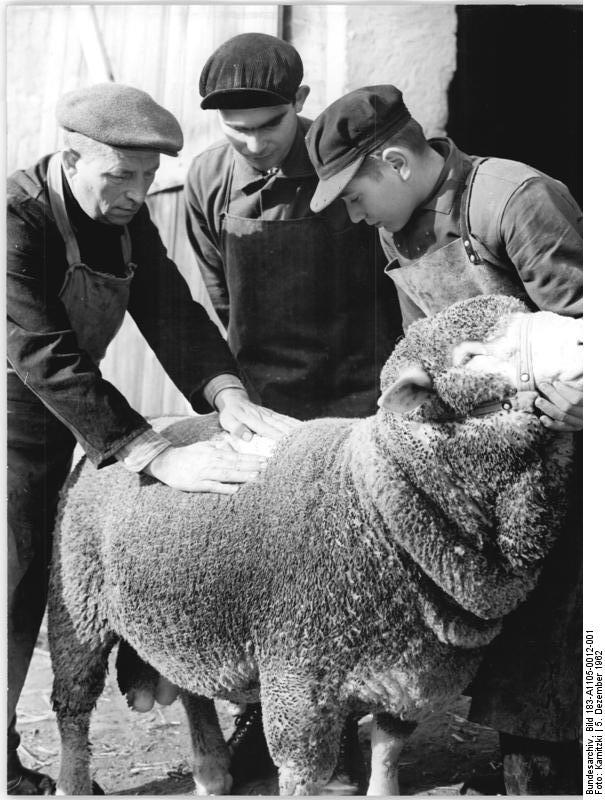
Groß Langerwisch, Begutachtung der Wollqualität, VEG Groß Langerwisch: Der Züchter erklärt den Lehrlingen wie die Qualität der Wolle erkennbar ist. Die Schafzuchtbrigade des Volksgutes produzierte Zucht- und Nutzvieh.

Die eintretenden Erleichterungen, die nach dem Aufstand den sozialen Druck aufweichen sollten, wirkten sich auch im Kreis positiv aus. Der Besitzer eines Textilgeschäftes in Pritzwalk sagte hierzu: „Jetzt habe ich wieder Lust zur Arbeit und es ist mir wirklich ein Stein vom Herzen gefallen.“ Die Probleme hielten aber auch noch in den späten 1950er Jahren an. Im Oktober 1957 hatten die Maschinenstationen im Kreis Pritzwalk lediglich 75,3 Prozent der Arbeiten abgeschlossen, zu denen sie sich verpflichtet hatten. Die geringe Leistung wurde vor allem durch die mangelhafte Versorgung mit Betriebsmitteln und die unzureichende Arbeitsorganisation verursacht. Dennoch gab es auch grundlegende Verbesserungen der Ausrüstungs- und Arbeitsbedingungen. 1953 hatte zum Beispiel die MTS Pritzwalk einen Dispatcherdienst eingerichtet, um die 85 Traktoren in ihrem Stationsbereich, der 19.600 ha Boden umfasste, so zu lenken, dass Verluste bei der Einbringung der Ernte vermieden werden. Am 11. November 1953 erhielt die MTS als erste MTS in der Deutschen Demokratischen Republik eine vom Funkwerk Dresden hergestellte Dispatcher-Sprechfunkanlage. Durch Ultra-Kurzwellen-Geräte waren die einzelnen Brigadestützpunkte mit der Zentrale auf der Maschinen- und Traktorenstation verbunden. Schnell und reibungslos wickelte sich so die Ernte ab. Auftretende Schwierigkeiten wurden der Zentrale signalisiert und von dort behoben.

MTS Pritzwalk, 1954
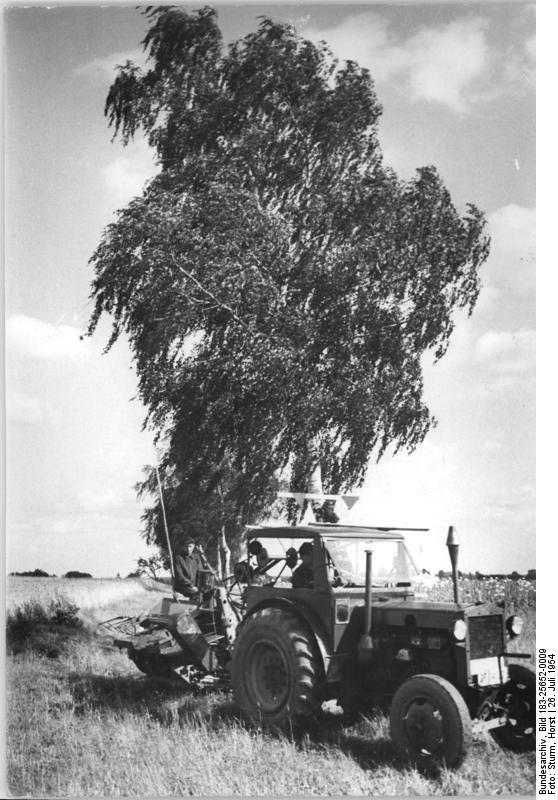
Getreideernte mit Mähbinder 26.7.1954
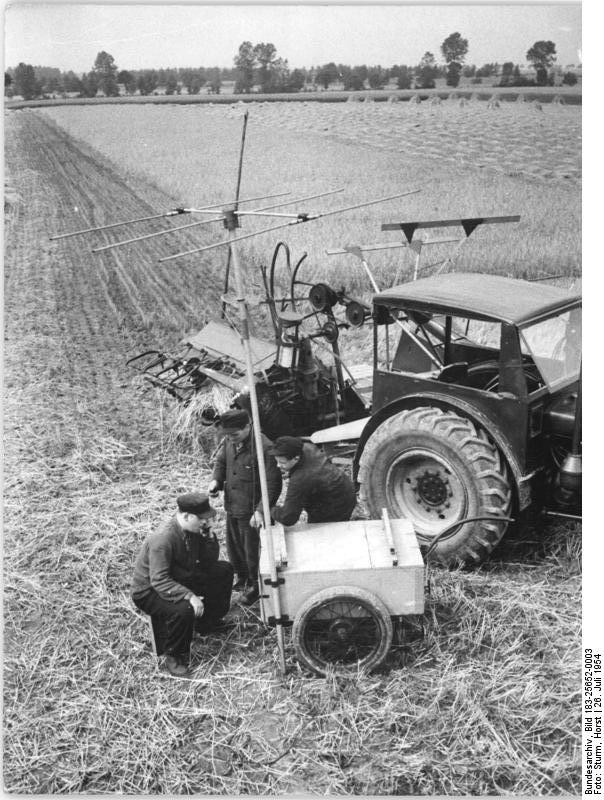
Pritzwalk, Mobile Sprechfunkanlage der MTS Zentralbild, 26.7.1954: Neue Informationen von der Zentrale erhält der Brigadier Horst Uhle.
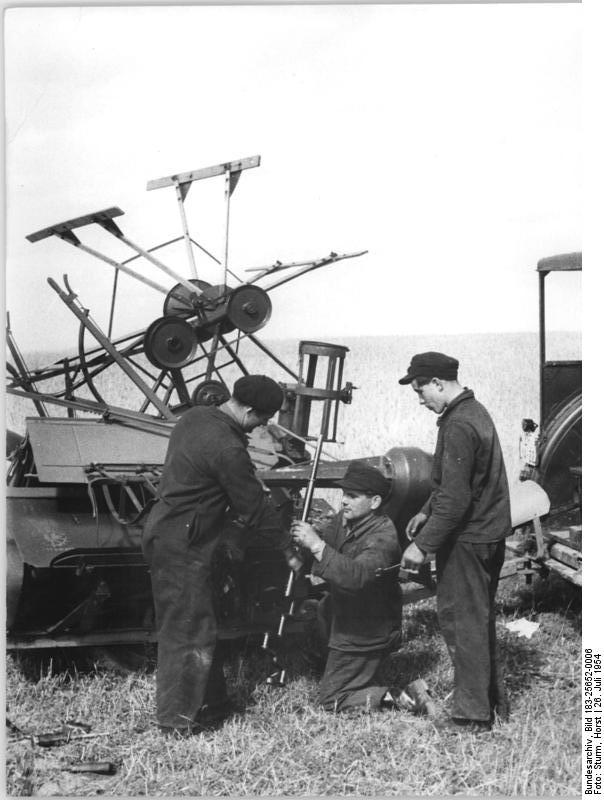
Pritzwalk, Reparatur einer Erntemaschine, 26.7.1954
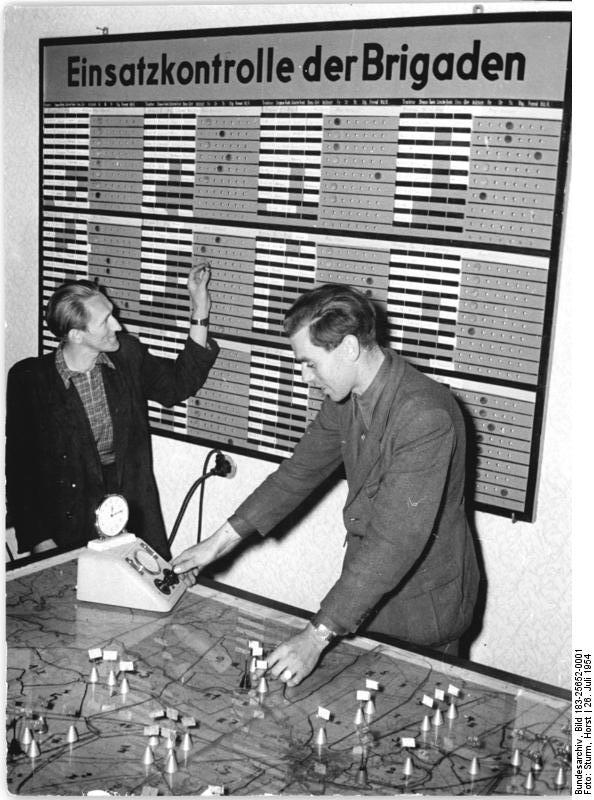
Pritzwalk, Einsatzplanung der MTS, 26.7.1954: Die Maschinen- und Traktorenstation Pritzwalk verfügte über ein Dispatchersystem.
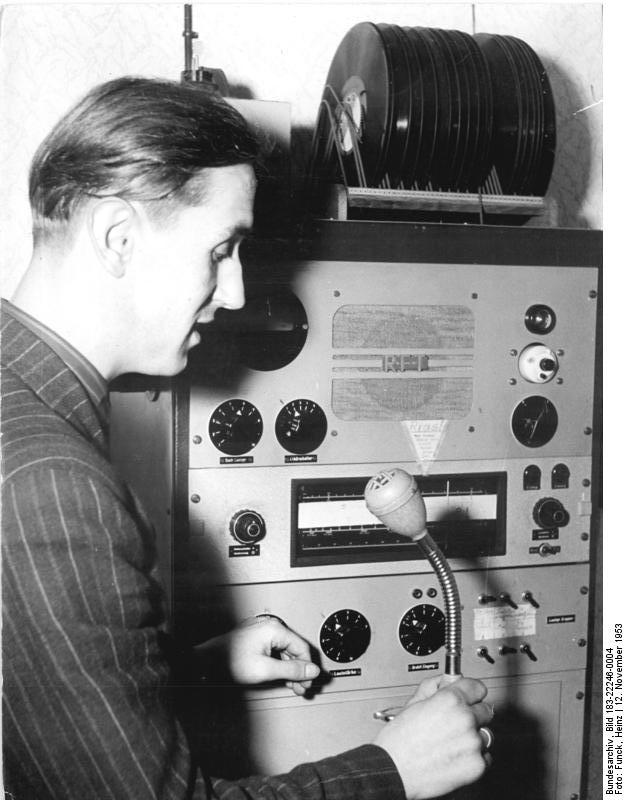
Pritzwalk, Koordinierungszentrale der MTS, 12.11.1953: Der Dispatcher fordert den Meister der Reparaturwerkstatt auf, den Reparaturwagen mit den benötigten Pflugscharen nach Bullendorf zu schicken, wo die Brigade „XIX. Parteitag“ auf dem Feld wartet.

### Dorfentwicklung
Den Planern ging es schon frühzeitig darum, Dörfer untereinander in eine strenge Hierarchie zueinander zu legen und damit die Siedlungsstruktur grundlegend zu wandeln. Die Stadt-Land-Gegensätze sollten damit abgebaut werden. Faktisch sollten sich einige der Dörfer in Agrarstädte umwandeln. MTS-Gemeinden erhielten in der Regel diese Prädestinierung. Bereits vorhandene Ackerbürgerstädte wiederum sollten weiter in das ländliche Siedlungsnetz eingebunden bleiben. Ausgewählte ländliche Zentralgemeinden sollten zu wirtschaftlichen und kulturellen Zentren ausgebaut werden. Damit verbunden war die Errichtung von Polytechnischen Oberschulen, Kulturhäusern und Landambulatorien, der Bau von mehretagigen Mietswohnhäusern, die Eröffnung größerer Verkaufsstellen und die Gründung von kleineren Industriebetrieben. In einigen Fällen wurden die Verkehrswege zu den Zentren ausgebaut und der öffentliche Nahverkehr entsprechend organisiert.
Im Kreis Pritzwalk, der industriell schwach entwickelt war und mit einer Bevölkerungsdichte von 50 Menschen je km² weit unter dem Bezirksdurchschnitt lag, waren 1962 lediglich ein Kulturhaus, drei Krankenhäuser und drei Polikliniken vorhanden. Nach damaligen Vorstellungen der Deutschen Bauakademie bedurfte es zur ökonomischen Auslastung der kulturellen, sozialen und sonstigen gesellschaftlichen Einrichtungen, die zur Verwirklichung stadtähnlicher Lebensverhältnisse notwendig waren, 2000 Einwohner. Nur die drei Städte des Kreises wiesen diese Konzentration auf. In den sonstigen Dörfern des Kreises, die auch die Bevölkerungsmehrheit des Kreises repräsentierten, waren daher keine günstigen Voraussetzungen gegeben, um jede einzelne Gemeinde mit allen kulturellen und sozialen Einrichtungen auszustatten. Für den Ausbau kleiner Landstädte und geeigneter Dörfer zu zentralen Orten, die über alle zeittypischen politischen, kulturellen und sozialen Einrichtungen (Landambulatorien, Kulturhaus usw.) verfügten, war zu deren wirtschaftlichen Auslastung meistens die Bevölkerung mehrerer Dörfer erforderlich.
Laut zentralem Soll-Stellenplan gab es je Kreis einen Kreisarchitekten und drei zugeordnete Mitarbeiter. Die Kreisarchitekten waren dem Bauamt zugeordnet.
Der Zentralismus im Bauwesen und in der Stadtplanung bedeutete auch, dass kaum Planmittel für die Dorfplanung und Städtebauförderung in der Provinz zur Verfügung gestellt wurden. Nach dem Neubauernprogramm im Kontext der Bodenreform und der Förderung der ländlichen Siedlung in den 50er Jahren überließ die staatliche Baupolitik die Dörfer und Städte weitgehend sich selbst. An erster Stelle stand der Ausbau Berlins. Auch in den Bezirken gab es eine Hierarchie. Bezirke mussten so für Bauvorhaben in Berlin ihre Plankontingent hergeben, Kreise wiederum für Bauvorhaben in den Bezirkshauptstädten. Auch die Kreise setzten wie die übergeordneten Ebenen ebenso Prioritäten. Dies vollzog sich über Bezirks- oder Kreisanordnungen, in dem Baukapazitäten untergeordneter Ebenen abgezogen wurden. Das Wenige, was normalerweise am unteren Ende der Kette angekommen wäre, nämlich in den Kleinstädten, fehlte nun gänzlich. Die Dörfer hatten bei dem Verfahren ebenso geringe Zuweisungsraten zu erwarten.
Viel basierte daher auf eigeninitiativ erbrachte gemeindliche Leistungen, die in Baubrigaden vollzogen wurden. Das Programm Schöner unsere Städte und Gemeinden unterstützte dies. Die Maßnahmen vollzogen sich auf dem Gebiet der Werterhaltung und Erneuerung von Gebäuden und staatlichen Anlagen.
Bei den Pro-Kopfausgaben aus dem Kreishaushalt für die kulturelle und soziale Betreuung der Bevölkerung stand der Kreis Pritzwalk im Bezirksvergleich an letzter Stelle.

### Entwicklungen im Gesundheitswesen
Über die Verhältnisse des Gesundheitswesens im Kreis berichtete 1960 Hans-Peter Gensichen, beratender Arzt im Kreisausschuss des Deutschen Roten Kreuzes in Pritzwalk:

„In unserem landwirtschaftlichen Kreis Pritzwalk sieht es ungefähr so aus: Die zentrale Abteilung Gesundheitswesen ist mit der Kreisverwaltung in einer ehemaligen Tuchfabrik untergebracht, für Fremde ohne Lotsen kaum auffindbar. Am Eingang, einem engen Schlauchkorridor, staut sich der Verkehr des großen Gebäudes. Der Kreisarzt arbeitet im viel zu kleinen Kreiskrankenhaus, in der unzulänglichen poliklinischen Ambulanz, in der Abteilung Gesundheitswesen und an einigen anderen Stellen. Das eigentliche Gesundheitsamt drückt sich in einer kleinen ausgebauten Scheune herum, nebst der Tbc und Geschlechtskrankenfürsorge, Röntgerei usw. Der Desinfektor ist heimatlos. Das Deutsche Rote Kreuz vegetiert in einem Privathaus, das in einem miserablen Zustand ist. Die Sanitätskrankenwagen des Deutschen Roten Kreuzes stehen tagsüber irgendwo auf den Straßen herum. (…) Daß die Sozialversicherung in einem unzulänglichen Gebäude in einer ganz anderen Gegend „amtshandelt“, scheint für Pritzwalk eine Selbstverständlichkeit zu sein. Die Volkspolizei ist oft telefonisch sehr schwer zu erreichen.“

1960 gab es im Kreis Pritzwalk auf 10.000 Einwohner 61 Ärzte und Zahnärzte. Damit lag der Kreis deutlich hinter anderen Kreisen wie dem Kreis Luckenwalde (100) zurück. Auch bei der Anzahl der Betten in Krankenhäusern auf 10.000 der Bevölkerung im Jahr 1960 lag der Kreis Pritzwalk mit 85 Betten deutlich hinter dem Wert des Kreises Luckenwalde (120) zurück. Das Kreiskrankenhaus/Poliklinik Pritzwalk war 1866/1867 von den Kreisen Ost- und Westprignitz gebaut worden und befand sich seit 1904 im Vollbesitz des Kreises Ostprignitz. Das Krankenhaus war für die gesundheitliche Betreuung der Bürger im Kreisgebiet zuständig. Die Entwicklung des Gesundheits- und Sozialwesens sowie der medizinischen Forschung auf hohem Niveau hatten Partei- und Staatsorgane sicherzustellen. In der Praxis war das Niveau der medizinischen Versorgung sehr unterschiedlich. Qualitätsgefälle zwischen Stadt und Land sowie dem Norden und Süden der DDR waren bekannt. Schon in den 60er Jahren war man auf Gastärzte aus der Tschechoslowakei angewiesen, um die ärztliche Versorgung sicherzustellen. Um - und Erweiterungsbauten waren immer wieder notwendig zur Erfüllung der Aufgaben. 1969 wurde durch die Fertigstellung und Inbetriebnahme der Krankenhausanbauten für die Innere Medizin und 1971 die Gynäkologie/Geburtshilfe im Kreis Pritzwalk die allgemeingültige medizinische Versorgung, die zur damaligen Zeit in der DDR bestand, erreicht. Dem Strukturwandel im Kreisgebiet wurde damit Rechnung getragen. Somit waren zeitgemäße medizinische Versorgungsverhältnisse geschaffen worden. Die chirurgische Abteilung des Krankenhauses Pritzwalk hatte schon in den 1950er Jahren wegen ihrer guten operativen Leistungen einen guten Ruf über die Kreisgrenzen hinaus.

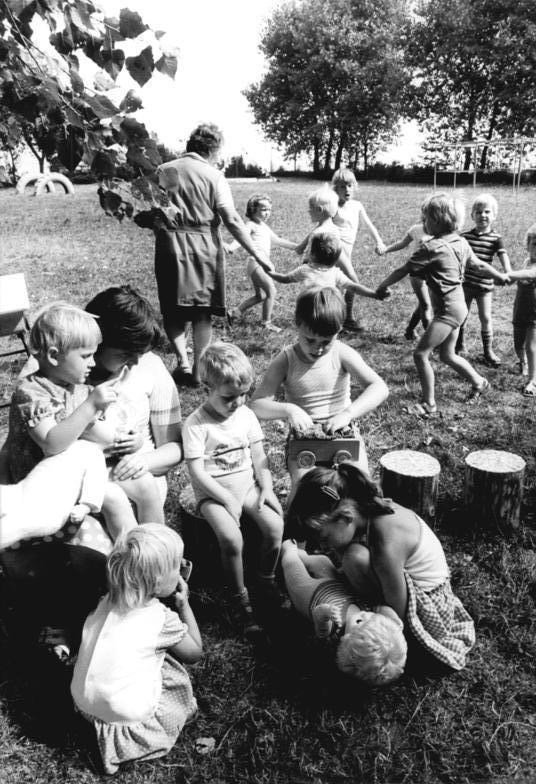
Erntekindergarten der LPG in Gerdshagen, 1983

Im Zuge der Bemühungen um Entspannung im Kalten Kriegs entsandte die Regierung der DDR kommunale Emissäre für Austausche in westdeutsche Partnerkommunen. 1960 reiste eine Gruppe aus dem Rat des Kreises Pritzwalk in die westdeutsche Stadt Lingen (Ems), um als „Botschafter des Friedens“ Werbung für den sozialistischen Staat zu machen. Mitglieder der Gruppe wurden daraufhin verhaftet und konnten erst später nach Pritzwalk zurückkehren.

### Kirchen-, Bildungs- und Kulturwesen
In der Kirchenpolitik versuchte die Kreisadministration ebenso eine indirekte Staatsaufsicht über die Seelsorge und andere Aufgabenfelder der Superintendenten im Kreis zu etablieren und somit deren berufliche Handlungsspielräume einzuengen. Das Grundziel lautete „Einbeziehung der Christen“ und „Einengung der Kirchen“, ohne die „religiösen Gefühle“ der Christen zu verletzen. Dies gelang ihnen nur bedingt. Die Vertreter des Rates des Kreises gaben zunächst an, direkt nach dem 5. März 1956 insgesamt 21 Pfarrer angesprochen zu haben, um eine neue Verordnung zu verlesen. Die Superintendenten entzogen sich durch ihr Fernbleiben von amtlichen Verlesungen dieser Zugriffskontrolle. Sie argumentierten dabei und beriefen sich auf eine „höhere Ebene“ und dass sie die Inhalte schon aus der Presse kennen würden. 1969 hatte der Kreis Pritzwalk die Arbeit in der Kirchenpolitik wegen fehlender Erfolge eingestellt. Ein ständiges staatliches Betreuungssystem konnte sich nicht etablieren.
Der Kirchenkreis Pritzwalk schließlich reichte vom Kreis Pritzwalk bis in den benachbarten Kreis Wittstock hinein. Der Kirchenkreis Pritzwalk bestand aus einer Vielzahl kleiner ländlicher Dorfgemeinden. Eine Ausnahme davon bildeten die Städte Putlitz, Meyenburg und vor allem die Kreisstadt Pritzwalk, wo auch der Sitz der Superintendentur gewesen ist. Mitte des Jahres 1972 waren nach innerkirchlichen Zahlen von den 37.500 Einwohnern des Kirchenkreises Pritzwalk knapp 24.700 Einwohner formell Mitglied der Kirche. Das wären knapp 66 Prozent gewesen. Von den veranschlagten Kirchenmitgliedern hatten im Jahr 1971 allerdings nur 13.400 Gemeindeglieder die Kirchensteuer entrichtet. Danach relativierte sich ihr Anteil an der Gesamtbevölkerung auf knapp 36 Prozent.

Anfang der siebziger Jahre kam es im Kirchenkreis Pritzwalk in den ländlichen Dorfgemeinden zu kirchlichen Existenzängsten. Damit verbunden war die ernsthafte Sorge einzelner Pfarrer und Gemeindeglieder um die Zukunft ihrer Kirchengebäude. Der Pfarrer des Pfarrsprengels Mertensdorf, Christoph Telschow, erinnert sich beispielsweise an ebenso gleichgültige wie geringschätzige Äußerungen: 

„Die Kirche wird eben zum Viehstall!“

 Und bereits 1960 notierte auch der Pfarrer der Gemeinde Buchholz, Ulrich Woronowicz, in sein Tagebuch: 

„Der Sozialismus schreitet immer ein Stückchen weiter voran. Jetzt ist ein Dorfklub ins Leben gerufen, der als Konkurrenz zu unserem Posaunenchor in Aktion treten soll. (…) Ich vermute, dass man darauf hinaus will, dass eines schönen Tages an meiner Stelle vielleicht sogar im Pfarrhaus ein Funktionär sitzt, der die gleiche Arbeit, die wir jetzt tun, auf sozialistisch macht.“

In den siebziger und achtziger Jahren war neben den abnehmenden Gemeindegliederzahlen und die ansteigende Zahl vakanter, also unbesetzter Pfarrstellen hinaus, der Erhalt der Kirchengebäude die größten Probleme der Kirche im Kreis Pritzwalk.
Im Zentrum der Bemühungen der kreislichen Bildungsadministration stand die zielgerichtete ideologische Erziehung zum «guten Staatsbürger». Es ging in der organisierten schulischen und außerschulischen Erziehungsrealität um die Vermittlung der überkommenen gesellschaftlichen Verhältnisse auf dem Land von der Zeit vor der Bodenreform, die Bodenreform selbst und die Eintritte in die LPG. Der Religionsunterricht sollte möglichst eingeengt werden. In Meyenburg, Kreis Pritzwalk vermittelte zu Ende der 1950er Jahre eine Katechetin in einer Religionsstunde den Kindern ein negatives Bild zur Jugendweihe und erhielt nach heftigen Protesten durch den Beschluss der Elternversammlung und mit dem Einverständnis des Direktors der Schule ein Betretungsverbot des Schulgebäudes.
Im „Lichtspielwesen“ war der Kreis Pritzwalk 1960 hinsichtlich der Platzkapazität zurückgeblieben. Gleichzeitig bemühten sich die staatlichen Organe, der Landbevölkerung weitgehend den Filmbesuch zu ermöglichen. Der Kreis versuchte im Kulturbereich durch Schaffung einer ständigen Kunstgalerie für den Kreis Pritzwalk den wachsenden Kulturbedürfnissen der Dorfbevölkerung und der neu entstehenden dörflichen Freizeit Rechnung zu tragen. Nachdem der Kreistag der Errichtung der Galerie zugestimmt hatte, waren die Voraussetzungen für die Übersiedlung eines Künstlers zu schaffen, der die Galerie im Kulturhaus auch einrichtete und betreute. Nachdem Pritzwalk seine eigene Kunstgalerie hatte, ergaben sich kulturpolitisch ganz neue Möglichkeiten. Das Laienschaffen, Lichtbildvorträge, ergänzende Bildungsformate für den Schulunterricht erweiterten die Angebote im neugeschaffenen Kulturhauses Erich Wienert, das zunächst eine Kreiseinrichtung blieb, bis es an die Stadtverwaltung übertragen wurde.
Die verschiedenen Kreisorganisationen der nationalen Spartenverbände (z. B. Volkssolidarität, Demokratischer Frauenbund, Gesellschaft für Sport und Technik, Deutsches Rotes Kreuz) wirkten parallel neben den Kreisaktivitäten auf das kreisliche gesellschaftliche Leben und ihre Angebote ein. 1958 besuchte eine Instrukteurbrigade des Zentralrats der FDJ den Kreis Pritzwalk. Sie hatte die Aufgabe, festzustellen, wieweit diese Forderungen des Landjugendprogramms bereits verwirklicht werden. Es ging dabei vor allem um Gewinnung der örtlichen Jugend für den eingeschlagenen Kollektivierungskurs der Landwirtschaft. Dazu sollte geprüft werden, wie die Lehrer, besonders die jungen Lehrer, den Forderungen des Landjugendkongresses der FDJ gerecht wurden. Absolventen der Institute für Lehrerbildung wurden zu Ende der 1950er Jahre meist sofort als Schulleiter an wenig gegliederten Landschulen eingesetzt. Im Kreis Pritzwalk geschah das in vier Fällen. Die Neulehrer hatten die gesellschaftliche Arbeit im sozialistischen Jugendverband und in der Pionierorganisation „Ernst Thälmann“ zu vollziehen. Mit den am 1. September 1957 neu in den Kreis gekommenen 28 jungen Lehrern wurde eine Wanderung in den Ort Putlitz unternommen. Jedoch nicht, um das örtliche VEG, die LPG oder die MTS zu besichtigen, sondern um die alte Burgruine kennenzulernen und um der Sage von den edlen Putlitzer Gänsen zu lauschen. Sie wurden nicht in die Arbeit des Kreisverbands einbezogen. Es sollte aus staatlicher Sicht stattdessen erreicht werden, dass in der FDJ-Arbeit der jungen Lehrer nach Verlassen der Lehrerbildungsinstitute keine Unterbrechung eintrat. Dafür war die FDJ-Kreisleitung in Pritzwalk verantwortlich.
Bezogen auf die Organisation und Anleitung des kulturellen Lebens im Kreis versuchte die dafür zuständige Kreisadministration seit Mitte der 1970er die zurückgehenden Mitgliederzahlen des Kulturbunds erfolglos zu stoppen. Es war für die Kreisverantwortlichen schwierig, die Interessen der jungen Bevölkerung zu treffen. Gemäß der hinterlassenen Schriftdokumentationen fokussierte sich die als „lethargisch“ beschriebene kreisangehörige Jugend auf Amüsement und Unterhaltung, anstatt sich im Kulturbund zu engagieren.
Großer Wert wurde auf die Unterhaltung des betrieblichen Kulturwesens gesetzt. Selbst im Krisenjahr 1989 wurde noch für umgerechnet 70.000 Mark für die Festwoche zum 20-jährigen Firmenjubiläum des VEB Zahnradwerk verausgabt. Unter anderen fanden ein Kampfgruppenball im Kreiskulturhaus, ein Sportfest im damaligen „Stadion der Freundschaft“ mit anschließendem Sportlerball im Kreiskulturhaus statt. Begleitet wurde dieser Festrahmen von einem wissenschaftlichen Kongress und einer großen Festveranstaltung.

„Diese Feierstunden und Jahrestage waren in ihrer Wiederholung so monoton geworden, dass die Menschen es einfach hingenommen haben. Die Karten für solche Veranstaltungen waren limitiert, aber die Leute haben sich nicht danach gedrängt, dabei zu sein. Höchstens die, die gesagt haben: Da kann ich mein Bier umsonst trinken und vom Büffet essen.“

„Im Laufe der Jahre war der 1. Mai sehr eintönig geworden. Die meisten kümmerten sich bereits einen Tag vorher um einen Platz in der Kneipe. Dreiviertel der Leute sind ein Stück der Demonstration mitgegangen, haben sich sehen lassen und sind dann wieder abgehauen. Im Landtechnischen Instandsetzungswerk (LIW) in Pritzwalk wurden sogar Biermarken verteilt, damit die Betriebsangehörigen zum 1. Mai kamen. (...) Die Arbeiter meiner Brigade haben mich dann gefragt, warum sie keine Biermarken bekommen. Von meiner Brigade hat auch nie einer eine Fahne oder ein Transparent getragen. Das hat meistens die FDJ-Gruppe gemacht.“

### Fehlsteuerungen, fahrlässiges Handeln, Versorgungsengpässe
Die Nachteile des Systems konnten lange durch das Engagement und Disziplin der leitenden Kräfte strukturell kontrolliert werden. Die Kohäsion der Elitenstrukturen verringerte sich in den 1980er Jahren spürbar. Das Engagement ging zurück und zentrifugale einwirkende Kräfte des Systems bewirkten eine nachlassende Entwicklungsdynamik. Die Fehlerquote erhöhte sich, die Ausfälle und Störungen in den Betriebsabläufen nahmen zu. Mehrleistungen zum Beispiel in den Betrieben wurden seltener erbracht, Minderleistungen nahmen zu. Die zentralistischen Strukturen führten zu Fehlsteuerungen, die oftmals in der Bevölkerung nicht verstanden bzw. nicht nachvollzogen werden konnten. Im Kreis Pritzwalk wurde von den Hausfrauen besonders der unterschiedliche Preis für Mager- und Buttermilch beanstandet. So betrug dieser z. B. in Meyenburg 0,50 DM, dagegen in Wendisch Priborn im benachbarten Kreis Ludwigslust im Bezirk Schwerin nur 0,20 DM. Bei einer sofortigen Nachfrage beim Rat des Kreises erklärte dieser, dass man bereits mehrmals den Bezirk angesprochen hat und man als Antwort erhielt, der Kreis soll sich beim Bezirk Schwerin erkundigen, laut welcher Anordnung sie diese Milch für 0,20 Mark verkaufen könne. Dasselbe trifft für den HO-Zucker zu. In Meyenburg 1,50 M und in Wendisch-Priborn 1,40 M. Des Weiteren beschwerten sich die Hausfrauen, dass weder Marmelade noch Honig zu bekommen ist.
Überdies verursachte grob fahrlässiges Verhalten der Gruppe der Sowjetischen Streitkräfte in Deutschland auch auf dem Kreisgebiet wiederkehrend Schäden und Unfälle. So fuhren zum Beispiel sowjetische Soldaten am 21. Juni 1989 bei anhaltender Trockenheit mit einer in Betrieb gehaltenen kohlenbeheizten Feldküche in den Wald bei Stepenitz-Jännersdorf (Kreis Pritzwalk) und verloren Glut. Über dreizehn Hektar Kiefern an der Verbindungsstraße in der Nähe des Schießplatzes Schweinrich wurden dabei vernichtet. Der Schaden betrug 411.900 Mark. Das gewöhnliche Verhalten der sowjetischen Militärstaatsanwaltschaft war es, eine Beteiligung abzustreiten, sodass die Löscheinsätze gänzlich von den örtlichen und überörtlichen Strukturen beglichen werden mussten.
Die Gesellschaft für Natur und Umwelt Pritzwalk geriet unter die Beobachtung der Kreisdienststelle des MfS, weil sie Umweltverschmutzungen aufgedeckt hatte, so etwa die Vergiftungen in der Stepenitz durch Überdüngung und die Müllverkippung in einer Kuhle bei Bergsoll 1986. Die Behörden
wiesen große Defizite bei der Bekämpfung von derlei Fehlverhalten auf. Sie erteilten keine Auflagen, genehmigten Ausnahmen oder verlängerten ständig Fristen für die Beseitigung von Mängeln. Es hatte ein Wertewandel stattgefunden. Die Menschen bezogen die Qualität der Lebens- und Wohnumwelt in ihr persönliches Zufriedenheitsempfinden ein, auch bestärkt durch Wohlstandsgewinne der 1960er und 1970er. Die Bürger wehrten sich gegen Umweltprobleme mit Eingaben. Der Leiter der Staatlichen Bauaufsicht des Kreises Pritzwalk musste sich beispielsweise im Zusammenhang mit Beschwerden gegen die Produktionsgenossenschaft Handwerk (PGH) Tischlerei Meyenburg rechtfertigen. Dieser Betrieb hatte immer wieder auf einem Gelände illegale Baumaßnahmen vornehmen lassen und trug so zu Lärm- und Luft- oder anderen Verschmutzungen bei. Ordnungswidrigkeiten wurden in dem Fall zwar durch die Bauaufsicht beendet, doch wurden die Maßnahmen durch konkurrierende wirtschaftsleitende Organe immer wieder aufgehoben.
Der Kreis Pritzwalk stand 1989 vor der schwierigen Aufgabe, mehr wirtschaftliche Verantwortung und Aufgaben zu übernehmen und gleichzeitig die wirtschaftlichen Ergebnisse insgesamt zu steigern. So sollten die Generalreparaturen im Maschinenpark des VEB Zahnradwerk vom Betrieb im steigenden Maße selbst durchgeführt werden. Bis dahin übernahmen andere kreisauswärtige Betriebe diese Aufgaben. Dazu sollte das Zahnradwerk seine Produktion steigern. Im Januar 1989 hatte der Pritzwalker Kreistag einen Beschluss gefasst, der vorsah, dass sich der Kreis im laufenden Jahr bei Obst zu 46 Prozent und bei Frischgemüse zu 83 Prozent selbst versorgen sollte. Auch bei der Fleisch- und Wurstwarenversorgung waren die wirtschaftlichen Anforderungen gewachsen. Gunther Roesler, 1. Sekretär der SED-Kreisleitung Pritzwalk musste im Januar 1989 nach Potsdam berichten, dass der geplante Nettogewinn für 1988 vom Kreis nur mit knapp 90 Prozent erreicht wurde. Gleichzeitig wurden 1988 die geplanten Ausgaben überschritten. Das bedeutete, dass 1988 die Wirtschaftsziele insgesamt nicht erreicht wurden. Fred Nespethal, Sekretär für Agitation und Propaganda der SED-Kreisleitung Pritzwalk, räumte im April 1989 bei einer Tagung der SED-Kreisleitung Pritzwalk im Kulturhaus Pritzwalk vor 200 Zuschauern ein, dass im Kreis noch große Anstrengungen zur Lösung des Wohnungsproblems nötig wären. Hinweise und Kritiken zur schlechten Versorgung oder anderen wirtschaftlichen Schwierigkeiten waren fester Bestandteil jeder Sitzung des Rates des Kreises. Im Januar 1989 hieß es da zum Beispiel, dass im Ort Preddöhl die Feuerwehrtechnik seit Monaten nicht einsatzfähig war. Im Ort Telschow im heutigen Putlitz fiel die defekte Straßenbeleuchtung auf, die Jauchegrube der örtlichen LPG wurde nicht geleert und die Abwässer liefen entlang der Dorfstraße. Die ungeklärte Entsorgung der Stallabfälle gefährdete in der Gemeinde Jännersdorf die Trinkwasserversorgung. Bei der Lösung dieser Probleme stieß der Rat des Kreises an die Grenzen seiner Möglichkeiten. Die Folge waren Schönerungen der Situationsdarstellungen nach außen. Statt Darstellung der Wirtschaftskrise im Kreis wurden auf dem Papier die wirtschaftlichen Ziele immer erreicht oder übertroffen. Im Oktober 1989 informierte die Abteilung Finanzen beim Rat des Kreises Pritzwalk, dass die Liquidität des Kreishaushaltes bis Jahresende nicht mehr gesichert wäre. Ursächlich waren Mindereinnahmen von 20 Prozent zum Wirtschaftsplan als auch ungeplante Mehrausgaben. Auf Grund einer schlechten Ernte im Jahr 1989 konnte der Kreis Pritzwalk nur 40 Prozent der Getreideabgaben erfüllen. Dies bedeutete einen Einnahmeausfall von neun Millionen Mark. Die Mehrausgaben der Stadt Pritzwalk in Höhe von einer Million Mark konnte auch vom Rat des Kreises nicht mehr ausgeglichen werden. Die Jahreshaushaltsrechnung von 1988 konnte nur durch einen Zuschuss von 17 Millionen Mark aus dem zentralen Haushalt ausgeglichen werden. Die Engpässe der Liquidität entstanden aufgrund witterungsbedingter Ernteausfälle und notwendig gewordener Renovierungs- und Instandsetzungsarbeiten.

### Wendezeiten
Zu den Kommunalwahlen am 7. Mai 1989 wurden für den Kreistag Pritzwalk 110 Abgeordnete und 37 Nachfolgekandidaten gewählt, die bereits im Vorfeld zusammengestellt waren. Das innerhalb des Rates des Kreises entstandene Papier, das die Zusammensetzung des Kreistages Pritzwalk bestimmte, ist auf den 8. März 1989, zwei Monate vor dem eigentlichen Wahltag, datiert. Unter Berücksichtigung der doppelten Mandate über die Massenorganisationen verfügte die SED über eine satte Zwei-Drittel-Mehrheit im Kreistag Pritzwalk (74 Abgeordneten und 19 Nachfolgekandidaten). Durch die sehr hohe Zahl an Abgeordneten wurde der einzelne Abgeordnete faktisch marginalisiert und eine breite, ergebnisoffene Diskussion allein aus organisatorischen und arbeitspragmatischen Gründen unmöglich. Von den 19 Mitgliedern des Rates des Kreises, die alle zugleich Kreistagsabgeordnete waren, stellte die SED inklusive des Ratsvorsitzenden 15 Ratsmitglieder. Die übrigen vier Blockparteien stellten jeweils ein Ratsmitglied.
Im Zuge der Kommunalwahlen von 1989 wurde ein neuer Ratsvorsitzender vom Kreistag ernannt. Vorsitzender des Rates des Kreises wurde Harald Smeja (SED), der bis zum Frühjahr 1989 beim Rat des Bezirkes Potsdam als Mitglied des Rates für Jugendfragen, Körperkultur und Sport beschäftigt war. Harald Smeja war zum Ernennungszeitpunkt 43 Jahre alt. Er war nicht daran interessiert, als Ratsvorsitzender nach Pritzwalk zu gehen. Im Gespräch mit seinem Verbindungsoffizier entstand der Eindruck, dass er nach Möglichkeiten suchte, um diesen Einsatz zu verhindern. Er selbst verfügte bis dahin über gute Kontakte zu DKP-Mitgliedern in der Bundesrepublik Deutschland und führte im Rahmen der Auslandsaufklärung Reisetätigkeiten auch ins westliche Ausland. Sein Werdegang entsprach der üblichen Kaderverwaltung (oder Nomenklatura) mit politischen Qualifikationsmerkmalen. Darüber hinaus war der neu gewählte Rat des Kreises durch eine hohe personelle Kontinuität geprägt. Das mit Abstand jüngste Ratsmitglied im Kreis Pritzwalk war Danuta Schönhardt (CDU) mit erst 29 Jahren. Schönhardt war Ratsmitglied für Wohnungspolitik. Das Durchschnittsalter der Mitglieder des Rates des Kreises Pritzwalk im Frühjahr 1989 betrug 45 Jahre.
Auf der konstituierenden Sitzung des Kreistages am 25. Mai 1989 skizzierte der neue Ratsvorsitzende Smeja die Linien der aktuellen Lage, die von der Realität allgemein abwich:

„Wir haben es in der Hand, die vom XI. Parteitag der SED gezeichnete Politik im Prignitzkreis Pritzwalk zu weiteren Erfolgen zu führen.“ (Einfügung: Im Hinblick auf die) „anhaltend dynamische Entwicklung unseres Landes und unseres Kreises auf dem bewährten Kurs der Einheit von Wirtschafts- und Sozialpolitik“ (Einfügung: vorhersagte Smeja) „das weitere Aufblühen unserer Städte und Gemeinden zum Nutzen Aller!“

 Der Ratsvorsitzende bekräftigte, dass die wirtschaftlichen Planvorgaben für den Kreis 1989 bis dahin erfüllt worden seien. Smeja bekundete, dass die Wohnungsfrage als soziales Problem im Kreis Pritzwalk bis zum Jahr 1990 gelöst sei. Wie bereits im September 1986 vom Kreistag beschlossen, bliebe das Ziel bestehen, bis 1990 jedem Haushalt einen angemessenen Wohnraum zur Verfügung zu stellen. Die Schwierigkeiten des Kreises wurden vor den Kreistagsabgeordneten nur zwischen den Zeilen angedeutet.
Der letzte überlieferte Bericht des Mitglieds des Rates des Kreises Pritzwalk für Energie (DBD), Conrad Voigt, von Anfang Oktober 1989 an den MfS spiegelte die tiefe gesellschaftliche und politische Krise der späten DDR wider: Innerhalb des Rates des Kreises und der DBD im Kreis Pritzwalk wurde die nicht funktionierende Wirtschaft kritisiert, die Mitarbeiter des Rates des Kreises beschwerten sich über einen „Wasserbauch“ von Angestellten in der Kreisverwaltung.
Als die SED-Führung im Herbst 1989 politisch paralysiert war, folgten ihr die bis dahin weitestgehend funktionierenden Verwaltungskader im Kreis zu einem großen Teil in diesen Zustand.

### Nach der Wende

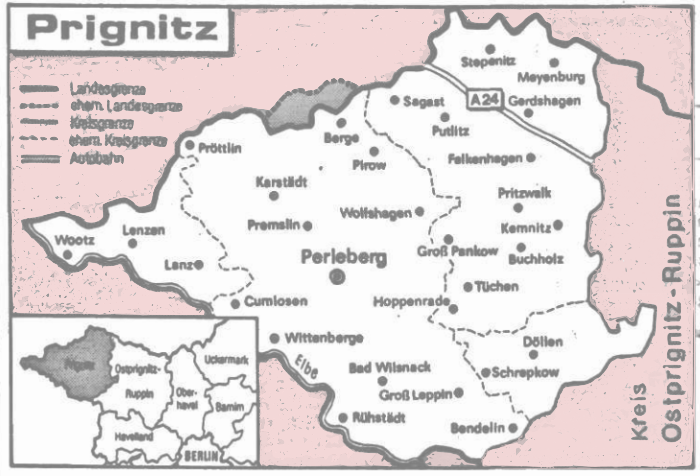
Die aufgegangenen Altkreise im neugebildeten Landkreis Prignitz 1993

Die SPD in Pritzwalk siegte bei der freien Wahl zum Kreistag im Frühjahr 1990 knapp vor der CDU. Unter den insgesamt 62 Pritzwalker Kreistagsmitgliedern bis 1993 waren 14 Altpolitiker, was knapp 23 Prozent entsprach. Die Sozialdemokraten setzten im Kreistag den neupersonellen Landrat Reinhard Götze (SPD) durch, der bis 1990 Technischer Leiter im örtlichen VEB Konsumbackwarenbetrieb gewesen war und im Dezember 1989 die SDP im Kreis Pritzwalk mitgegründet hatte. Die Verwaltungsspitze unter dem neupersonellen Landrat bildeten sechs Beigeordnete, die zugleich als Dezernenten fungierten. Unter ihnen waren anfangs mit zwei ehemaligen Mitgliedern des Rates des Kreises und dem CDU-Kreisvorsitzenden drei Altpolitiker, was bei Hinzuziehung des Landrates 43 Prozent entsprach.
Das am 17. Mai 1990 in Kraft getretene „Gesetz über die Selbstverwaltung der Gemeinden und Landkreise in der DDR (Kommunalverfassung)“ hatte als Leitmotiv die Schaffung kommunaler Selbstverwaltung als tragfähige Grundlage für den demokratisierten Staat zum Ziel. Innerhalb kurzer Zeit wurde aus dem lokalen Organ der Staatsorganisation eine Institution der kommunalen Selbstverwaltung. Zugleich wurde der Kreis Pritzwalk in Landkreis Pritzwalk umbenannt. Anlässlich der Deutschen Wiedervereinigung 1990 erfolgte am 3. Oktober bzw. endgültig am 14. Oktober 1990 (Termin der Landtagswahl) die Zuordnung zum Land Brandenburg.
Die politisch-gesellschaftlichen Strukturen der DDR galten zu denen der BRD als unvereinbar und die in der Wendezeit neu entwickelten eigenen demokratischen Institutionen (z. B. Runder Tisch) als nicht hinreichend gefestigt, um diese in die neue Verfassungsordnung überführen zu können. Es folgte binnen kürzester Zeit die Übernahme der formalen Strukturen der bundesdeutschen Verwaltung. Schlüsselbegriffe der Transformation waren „Überführung“ und „Abwicklung“. Die Abwicklung in der Verwaltung betrafen vor allem die Bediensteten und deren Aufgaben, die im Kontext des planwirtschaftlichen Systems der DDR Aufgaben wahrnahmen. Die Institutionen der Bundesrepublik wurden ohne Anpassung auf die Verhältnisse des Beitrittsgebiets übertragen und von den vielen westlichen Verwaltungshelfern umgesetzt. Die verwaltungswissenschaftliche maßgebliche Literatur bewertet dieses Verfahren 30 Jahre rückblickend als ursächlich für die Entstehung von „Verwerfungen“ und erheblichen „Aufbauschwierigkeiten“.

### Kreisgebietsreform
Die politisch-administrativen Strukturen des Kreises waren seit den Kommunalwahlen vom 6. Mai 1990 in der DDR demokratisch legitimiert. Das neue System bedeutete umfassende Aufgaben- und Kompetenzübertragungen, aber auch Aufgabenwegfall. Es entstand ein Zielkonflikt zwischen der Stärkung der Leistungsfähigkeit der Kreisstrukturen und dem demokratisch-politischen Aspekt. Das Spannungsverhältnis zwischen verwaltungspolitischer Effizienz und dem bereits vollzogenen demokratischen politischen Neuanfang führte zunächst zu einer fortgesetzten Kreisstruktur im Bundesrepublikanischen deutschen Staat. Dies vollzog sich in Abkehr zu den aufgelösten Bezirksstrukturen, die nur eine geringe Akzeptanz in der Bevölkerung besessen hatten und zügig durch die Länderebene ersetzt worden waren.
Die Landesregierung Brandenburg beschloss am 29. Januar 1991 die Vorbereitung der Durchführung der Kreisgebietsreform notwendigen Vorschriften. Im April 1991 erstellte das Ministerium des Innern einen ersten Vorschlag zur Neugliederung. Dieser sah einen Großkreis Gesamtprignitz vor, der sich aus den Altkreisen Perleberg, Kyritz, Pritzwalk und Wittstock zusammensetzte. Der Kreis Pritzwalk unterstützte die Bildung eines Großkreises Prignitz. Eine vom Ministerium des Innern gebildete Arbeitsgruppe empfahl in ihrem Abschlussbericht am 13. Dezember 1991 die Verbindung der Kreise Perleberg und Pritzwalk. Die Landkreise erhielten bis zum 31. Mai 1992 die Gelegenheit, zu den weitgehend so von der Landesregierung gebilligten Vorschlägen der Arbeitsgruppe Stellung zu nehmen. Zur Vorbereitung der Stellungnahme ließ der Kreis Pritzwalk eine Bürgerbefragung durchführen. Die Wähler befürworteten mehrheitlich eine Zusammenlegung der Kreise Kyritz, Pritzwalk und Wittstock. Diese Variante wurde ebenso vom Kreis Kyritz unterstützt. Der Kreis Pritzwalk schloss sich der Meinung der Bürgerbefragung an und unterstützte weiter die Bildung eines Kreises der dem früheren Kreis Ostprignitz weitgehend entsprach. Der Kreistag Pritzwalk sprach sich für die Bildung eines solchen Kreises inklusive des Kreises Perlebergs aus. Die Kreistage der Kreise Kyritz, Pritzwalk und Wittstock erklärten in einer gemeinsamen Sitzung am 26. August 1992, einen gemeinsamen Großkreis Ostprignitz mit dem Kreissitz Kyritz bilden zu wollen.
Das Kreisneugliederungsgesetz vom 24. Dezember 1992 bewirkte die Bildung des Landkreises Prignitz und die Auflösung des Landkreises Pritzwalk (ohne die Gemeinden Blumenthal, Grabow und Rosenwinkel). Eine kommunale Verfassungsbeschwerde der Kreise Kyritz und Pritzwalk wurde nicht stattgegeben.
Dem geäußerten Bürgerwillen wurde gerichtlich keine Priorität eingeräumt. Die Zurückstellung des Bevölkerungswillens sowie der historisch und landschaftlich verbindenden und trennenden Momente innerhalb der Prignitz und des Ruppiner Lands konnte die Neugliederungsentscheidungen nicht aufheben. Die in den Beschwerden angeführte Argumentation einer „Sprengung“ der historischen und landschaftlichen Verflechtungen und Grenzverläufe wurden vom Gesetzgeber als nicht drastisch genug eingestuft. Ein neuerliches Zusammenwachsen der neu gebildeten Kreise auf lange Sicht blieb aus damaliger Entscheiderperspektive trotz dessen als erwartbar anzunehmen.
Die Kreisgebietsreform trat mit den Kommunalwahlen vom 5. Dezember 1993 in Kraft. Die Prozesse der territorialen Zusammenführung der Kreisverwaltungen führte zur schrittweisen Zentralisierung der Verwaltung in Perleberg und der Auflösung der Kreisverwaltung Pritzwalk. Die Personalzusammenführung war durch den drastischen Abbau von Verwaltungspersonalstellen geprägt.

## Demographie
Die Bevölkerungsentwicklung im Kreisgebiet war negativ. Allerdings führten die plötzlichen Bevölkerungsgewinne zu Überbevölkerung im Kreis auf Basis der vorhandenen Bau- und Infrastrukturen. Die Einwohnerzahl war nach 1945 durch den Zuzug von Umsiedlern aus den Ostgebieten enorm angewachsen. So waren in der Ostprignitz etwa 40.000 Umsiedler aufgenommen worden. Prozentual betrug der Bevölkerungszuwachs für die Ostprignitz 43,7 Prozent. Ihrer Herkunft nach waren es vor allem Deutsche aus Polen, insbesondere aus dem Warthegebiet und Posen. Bei dieser Gruppe scheint es sich um eine planmäßige Ansiedlung gehandelt zu haben, denn die Flüchtlinge trafen in der Mehrzahl vor Kriegsende ein. Die zweite Schwerpunktgruppe bildeten in der Ostprignitz die Ostbrandenburger. Flüchtlinge und Vertriebene wurden vor allem auch in Schlössern und ehemaligen Gutsgebäuden untergebracht.
Der Abbau der Überbevölkerung vollzog sich auch durch Flucht in die westliche Besatzungszonen und die spätere BRD bis 1961.
| Jahr      | 1960   | 1971   | 1981   | 1989   |
| Einwohner | 37.269 | 35.798 | 32.894 | 32.130 |

Das Wanderungssaldo des Kreises war negativ, allerdings auf einem geringen Wanderungsniveau in den 80er Jahren. Die Binnenmobilität der DDR – unabhängig von der Ost-West-Migration und vor allem an der BRD gemessen, hatte fast über die gesamte Zeit hinweg einen relativ geringen Umfang.
Die Nordbezirke der DDR galten als „Demographische Überschussregion“ – so wurde das Gebiet, das im Wesentlichen mit dem heutigen Mecklenburg-Vorpommern und den nördlichen Teilen von Brandenburg identisch ist, in der Literatur der 1970er und frühen 1980er Jahre vielfach bezeichnet. Gemeint war ein Abwanderungsraum, der seine Migrationsverluste durch Überschüsse in der natürlichen Bevölkerungsbewegung wieder auffüllte. Berlin war das überdominante Migrationsziel. Die Stadt hatte permanenten Wanderungsgewinn und die Nachbarbezirke Berlins, Potsdam und Frankfurt/Oder dienten als Sprungbrett in die Hauptstadt.

## Verwaltungsstrukturen
Die formellen Kreisstrukturen wurden von der (Kreis-)Ordnung über den Aufbau und die Arbeitsweise der staatlichen Organe der Kreise vom 24. Juli 1952 geregelt. Die Ordnung wurde durch das Gesetz über die örtlichen Organe der Staatsgewalt vom 18. Januar 1957 (GBl. S. 65) auf eine gesetzliche Grundlage gestellt.
Die Kreisverwaltung setzte sich aufbauorganisatorisch aus Abteilungen und Bereichen zusammen. Die Ressorts tragen unterschiedliche Bezeichnungen, wie Kommissionen, Ämter, Abteilungen oder Stäbe. So kennt die Verwaltungsstruktur z. B. eine „Kreisplankommission“, ein „Kreisbauamt“, eine „Abteilung Volksbildung“ oder den „Stab der Zivilverteidigung“. Jedes dieser „Fachorgane“ wurde von einem Mitglied des Rates des Kreises hauptberuflich geleitet. Der Gesamtverwaltung stand der Vorsitzende des Rates des Kreises vor. Dieser wiederum setzte zur Wahrnehmung seiner Gesamtverantwortung für die Leitung der Kreisverwaltung seinen „Ersten Stellvertreter“ und den „Sekretär des Rates“ ein, die beide, wie er, auf die gesamte Verwaltung Einfluss nahmen. Alle Mitarbeiter der Kreisverwaltung standen im Angestelltenverhältnis. Beamtenrechte waren aufgehoben.

### Stellung im Zentralstaat und Aufgabenbefugnisse
Die Kreise waren Glieder des einheitlichen sozialistischen Staates und als solches keine Gebietskörperschaft im traditionellen Sinne, noch wurde ihnen vom Gesetzgeber das Recht auf Selbstverwaltung eingeräumt. Die Kreise bildeten die dritte Ebene im strikt hierarchisch strukturierten Staatsaufbau der DDR. Als nachgeordnete Anstalten des Staates blieb den Kreisen kein Raum für eine Unterscheidung von Selbstverwaltungsaufgaben, Auftragsangelegenheiten und staatlichen Aufgaben. Zum rechtlich einheitlichen Aufgabenbereich der Kreisstufe gehörten zahlreiche Angelegenheiten, die auch in der Bundesrepublik bei den Kreisen liegen, darüber hinaus aber auch einige eher staatliche oder gemeindliche Sachbereiche.
Die Kreise in der DDR waren unter anderen für die Leitung und Planung der territorialen Rationalisierung sowie für die Anleitung und Kontrolle der Städte und Gemeinden zuständig gewesen. Die Kontrolle verfolgten sie restriktiv, anders als in der BRD, beschränkten sich die Kreise nicht nur auf ausgleichende und überörtliche Angelegenheiten. Die Kreise übernahmen Aufgaben zur staatlichen Leitung der Landwirtschaft, des kreisgeleiteten Bauwesens, der volkseigenen kommunalen Wohnungsverwaltungen, volkseigener Dienstleistungsbetriebe sowie des genossenschaftlichen und privaten Handwerks. Den Räten der Kreise unterstanden die Schulen und Einrichtungen der Berufsbildung, der Kultur, der Jugendbetreuung, des Sports, des Gesundheits- und Sozialwesens und der Kinderbetreuung. Der Kreis war der Rechtsträger aller wesentlichen kommunalen Einrichtungen und damit für den Bürger der unmittelbare Ansprechpartner in fast allen Fragen des kommunalen Lebens.
Der Schwerpunkt der Ordnungsverwaltung lag bei den Kreisen. Hierfür besaßen die Räte der Kreise Befugnisse in Angelegenheiten des Personenstandswesens, in Ordnungsangelegenheiten und in Genehmigungsangelegenheiten sowie Verantwortlichkeiten für die „Erziehung“ von so genannten „Asozialen“ sowie die Wiedereingliederung von Rückkehrern in der DDR (§ 48 Abs. 5 GöV-Gesetz über die örtlichen Volksvertretungen vom 17. Januar 1957, novelliert am 4. Juli 1985 (GBl. I/1985 Nr. 18 S. 213)).
Dazu kam die Aufrechterhaltung der öffentlichen Ordnung und Sicherheit im Zusammenwirken mit den Organen der Staatssicherheit, Justiz und Polizei im Kreis einschließlich der Kriminalitätsbekämpfung, Erteilung von Baugenehmigungen und staatliche Bauaufsicht, wasserwirtschaftliches Meliorationswesen, Trinkwasserversorgung und Entsorgung, Umweltschutz, Leitung der örtlichen Kommunalen Versorgungswirtschaft, z. B. Müllabfuhr und Mülldeponie, Friedhofswesen, Mitwirkung bei der Wohnraumversorgung der Bevölkerung, Überwachung der Preisdisziplin, kreisgeleitete Gesundheitseinrichtungen (Kreiskrankenhaus, Polikliniken, Arztpraxen, Betriebsgesundheitseinrichtungen), Hygieneaufsicht und Seuchenbekämpfung, Fürsorge für Schwerbehinderte, alte und hilfsbedürftige Personen, Alters- und Pflegeheime, Kreiskulturhaus, Galerie und Museum, Überwachung der Einrichtungen der Jugend und des Sports, Jugendhilfe und Heimerziehung für schwer Erziehbare, Arbeitsscheue und Elternlose, Vormundschaftswesen und Sorgerecht, Bildungswesen, insbesondere Verwaltung der allgemeinbildenden polytechnischen Oberschulen und Sonderschulen, sowie Zivilverteidigung und Katastrophenschutz.
Die Qualitätsgüte der regionalen Kreisbilanzierung und deren zugrunde gelegte Planungstätigkeit, Bilanzierung und Bedarfsforschung beeinflusste die zu erreichende hohe Versorgungswirksamkeit. Begünstigend hierfür sollte eine hohe Eigenversorgungsquote der bereitgestellten Warenfonds angestrebt werden.
Für dieses Ziel wirkten die Fachorgane des Rates des Kreises, insbesondere die Kreisplankommission und die Abteilung Landwirtschaft und Nahrungsgüterwirtschaft zusammen. Hierfür wurde den Kreisen die örtliche Versorgungs- und Kommunalwirtschaft als so genannte „örtliche Versorgungswirtschaft“ in ihren Verantwortungsbereich übertragen. Auf der Grundlage von Orientierungsdaten des Bezirkstages erarbeitete der Kreis die Generalbebauungspläne für die Städte und sorgte für die entsprechenden Vorgaben auch für die verschiedenen Fachbereiche wie Verkehr, Energie, Umweltschutz, Wasserwirtschaft usw. Die ökonomische und soziale Entwicklung fand allerdings nur im Rahmen und als Bestandteil der gesamtstaatlichen Planung statt. Bis zur Reform von 1985 wurden eigenverantwortlich Fünfjahrespläne erarbeitet. Der Kreistag beschloss dann im Rahmen seiner Deklarationskompetenz die Fünfjahr-, Jahres- und Haushaltspläne für den Kreis.
Während die Kreise in der DDR verwaltungsmäßig umfangreich ausgebaut waren, waren die Gemeinden weitgehend funktionslos und konnten daher mit sehr geringem Personalbesatz auskommen. Aus kritischer Sicht sind somit die Städte und Gemeinden den Kreisen quasi direkt unterstellt. In der Praxis war die Verteilung des Verwaltungsvolumens im Kreis entsprechend der jeweiligen Bevölkerungs- und Wirtschaftsstruktur von ausschlaggebender Bedeutung. Die Unterschiede in der Aufgabenverteilung zeigten sich vielfach in der Trägerschaft von kommunalen Einrichtungen. War die Struktur des Kreises auf einem System von wenigen größeren zentralen Orten aufgebaut, die leistungsfähig und für ihren Nahbereich bestimmend waren, so wurden die überörtlichen kommunalen Einrichtungen zumeist von diesen zentralen Orten unterhalten. Anders wurde es gehalten, wenn es keine zentralen Orte im Kreis gab, sodass der Kreis sich nicht auf leistungsfähige Verwaltungsträger auf der lokalen Ebene stützen konnte. Im Kreis Pritzwalk wurden die zunächst kreislichen Einrichtungen des Kulturhauses oder der gemeinsamen Stadt- und Kreisbibliothek zunächst gemeinsam verwaltet, später auf die Stadt übertragen.
Verfassungsrechtlich festgelegtes Aufgabenspektrum des Kreises:
- Sicherung des rationellen Einsatzes der Arbeitskräfte
- Verbesserung der Arbeits- und Lebensbedingungen im Kreis
- Entwicklung eines vielfältigen geistig-kulturellen Lebens im Territorium
- Sicherung der komplexen gesellschaftlichen Entwicklung im Kreis
- (Fach-)Aufsicht und Kontrolle der LPG und KAP
- Förderung der sozialistischen Gemeinschaftsarbeit der Städte und Gemeinden untereinander sowie mit den Betrieben, Einrichtungen
- vorrangige Unterstützung der zentral- und bezirksgeleiteten Betriebe und Kombinate
- Unterstützung und Flankierung von zentralen oder bezirklichen Investitionsvorhaben
- Anleitung und Kontrolle der Städte und Gemeinden[85]

### Liste von Abteilungsstrukturen innerhalb der Kreisverwaltung Pritzwalk
Die innere Organisation der Kreisverwaltung war weitgehend vorgeschrieben, was den Durchgriff von oben erleichterte. Die Aufbaustruktur der Kreisverwaltung richtete sich daher nach dem national einheitlichen und von der Staatlichen Stellenplankommission bestätigten Struktur- und Stellenplan. Zwei Ressorts wiesen eine besondere Bedeutung auf: die Kreisplankommission und die Org.-Instrukteur-Abteilung. Bei beiden handelte es sich nicht um Fachorgane, die für einen Lebensbereich zuständig waren.
- Die Kreisplankommission (u. a. Wohnungswesen, Investitionen, Arbeitskräfte, Rationalisierungen) war dem Ratsvorsitzenden direkt unterstellt und wirkte als Funktionalorgan mit Querschnittsaufgaben, das im Verhältnis zu den Fachorganen und nachgeordneten örtlichen Organen mit einer partiellen Weisungsbefugnis ausgestattet war. Laut Statut war sie zuständig für die Planung der wirtschaftlichen und kulturellen Entwicklung im Kreis.
- Die Org.-Instrukteur-Abteilung (u. a. Ausarbeitung von Stellenplänen für den Kreisrat und die Städte und Gemeinden. Halbjährliche Meldungen über nicht-technische Verbesserungsvorschläge. Arbeitspläne des Kreisrates.) war ein Stabsorgan ohne Weisungsbefugnis, hingegen mit ausgesprochenen Kontrollrechten ausgestattet, die der Informationsbeschaffung für vorgesetzte Stellen in der Absicherung der horizontalen und vertikalen Hierarchie dienten. Die Kontrolltätigkeit erstreckte sich auf alle Ebenen der örtlichen Verwaltung und vollzog sich in der Regel nach bestätigten Arbeitsplänen. Sowohl die ständigen Kommissionen als auch die Abteilungen der Räte aller Ebenen hatten der Org.-Instrukteur-Abteilung alle verlangten Auskünfte über Planungen und Arbeitsabläufe zu erteilen. Auch die Schulung der Abgeordneten und die Gestaltung des sozialistischen Wettbewerbes im kommunalen Bereich gehörte zu den Aufgaben dieser Abteilung.[87]

Weitere Abteilungen:
- Finanzen
- Inneres (u. a. Bodenrecht, Brandschutz, Genehmigungswesen, Kirchenangelegenheiten, Ordnung und Sicherheit, Urkundenstelle, Schiedskommission und Schöffen)
- Veterinär- und Lebensmittelüberwachung
- Kommunalaufsicht
- Örtliche Versorgungswirtschaft (u. a. Einzelbetriebe, Friedhofswesen, Versorgung)
- Kreisbauamt (u. a. Wohnungsbau, Projektierungen, Stadt- und Dorfplanung)
- Amt für Arbeit
- Handel und Versorgung (u. a. Gaststättenwesen)
- Volksbildung
- Sekretariat des Vorsitzenden
- Kader (u. a. Kaderprogramme, Auszeichnungen, Arbeitsrecht, Gehalt, Statistiken)
- Energie, Verkehrs- und Nachrichtenwesen (u. a. Brücken, Wasserstraßen, Straßen, Gewerbe)
- Jugendfragen, Körperkultur und Sport
- Gesundheits- und Sozialwesen (u. a. Krippen- und Kinderheime, Familie, Hygiene, Eingaben)
- Wahlen
- Kämmerei
- Kultur (u. a. Bibliotheken, Heimatgeschichte, Museen, Denkmale, Veranstaltungen, Kulturhäuser, Kulturgut, Druckgenehmigungen)

### Zusammensetzung Rat des Kreises Pritzwalk 1989
| Name und Vorname       | Funktion                                                                 | Partei |
| ---------------------- | ------------------------------------------------------------------------ | ------ |
| Smeja, Harald          | Vorsitzender Rat des Kreises                                             | SED    |
| Kotowski, Reinhard     | 1. Stellvertreter des Vorsitzenden                                       | SED    |
| Sonnenberg, Ingo       | Stellvertreter des Vorsitzenden und Vorsitzender der Kreisplankommission | SED    |
| Jeschke, Manfred       | Stellvertreter des Vorsitzenden für Inneres                              | SED    |
| Schneider, Hans-Jörg   | Stellvertreter des Vorsitzenden für Land- und Nahrungsgüterwirtschaft    | SED    |
| Schulz, Jürgen         | Stellvertreter des Vorsitzenden für Handel und Versorgung                | SED    |
| Retzlaff, Karl-Heinz   | Sekretär des Rates                                                       | SED    |
| Steinke, Ortwin        | Mitglied des Rates für Finanzen und Preise                               | SED    |
| Kenzler, Siegfried     | Mitglied des Rates und Kreisbaudirektor                                  | SED    |
| Watschke, Adolf        | Mitglied des Rates für Arbeit und Löhne                                  | SED    |
| Edinger, Rosemarie     | Mitglied des Rates für Örtliche Versorgungswirtschaft                    | SED    |
| Albrecht, Gerd         | Mitglied des Rates und Kreisschulrat                                     | SED    |
| Lauenroth, Hans-Werner | Mitglied des Rates für Jugend, Körperkultur und Sport                    | SED    |
| Herms, Günter          | Mitglied des Rates und Kreisarzt                                         | SED    |
| Gillmann, Rolf-Peter   | Mitglied des Rates für Verkehrs- und Nachrichtenwesen                    | SED    |
| Voigt, Conrad          | Mitglied des Rates für Energie                                           | DBD    |
| Schönhardt, Danuta     | Mitglied des Rates für Wohnungspolitik                                   | CDU    |
| Krieschel, Roland      | Mitglied des Rates für Umweltschutz, Wasserwirtschaft und Erholungswesen | LDPD   |
| Bünger, Heinz          | Mitglied des Rates für Kultur                                            | NDPD   |

### Vorsitzende des Rates des Kreises Pritzwalk
Der Vorsitzende des Rates des Kreises leitete die Arbeit des Rates. Er bereitete die Vorschläge für die Tagesordnung des Kreistages vor, berief diesen ein und eröffnete ihn. Dem Vorsitzenden des Rates des Kreises unterstand das Referat Kader. Er war verantwortlich für die Arbeit der Plankommission, die dem Rat des Kreises unterstand. Dem Vorsitzenden des Rates des Kreises oblag die Zusammenarbeit mit den Organen der Justiz, der Staatsanwaltschaft, der staatlichen Kontrolle und der Volkspolizei im Kreis. Der Vorsitzende des Rates des Kreises übte die staatliche Aufsicht über die zentralgeleiteten staatlichen Einrichtungen und wirtschaftlichen Unternehmungen im Kreis aus, insbesondere über die volkseigenen Betriebe (VEB), den staatlichen Handel, Post, Fernmeldewesen, Eisenbahn, statistischen Dienst, Projektierungsbüros, volkseigene Forstbetriebe und über die Genossenschaften. Die übrigen Aufgabengebiete unterstellte der Vorsitzende seinen Stellvertretern, soweit er sich nicht die Durchführung bestimmter Aufgaben vorbehielt.
- 1952 – 1953 Erich Utech (zuvor Hauptabteilungsleiter Justiz des Landes Brandenburg)
- 1953 – 1955 Horst Müller
- 1955 – 1958 Ernst Lohagen
- 1958 – 1963 Horst Vogel
- 1963 – 1973 Werner Wist
- 1973 – 1986 Horst Kunert
- 1986 – 1989 Walter Gürth
- 1989 – 1990 Harald Smeja

Landrat des Kreises Pritzwalk
- 1990 – 1993 Reinhard Götze

### Ständige Kommissionen des Kreistags
Der Kreistag wählte aus seiner Mitte ständige Kommissionen (Ausschüsse) für folgende Arbeitsgebiete:
- Haushalt,
- Landwirtschaft und ländliches Bauwesen,
- Gesundheitswesen und Sozialfürsorge,
- Volksbildung und kulturelle Massenarbeit,
- Handel und Versorgung,
- örtliche Industrie, Kommunalwirtschaft und Wohnungswesen,
- örtliche Volkspolizei und Justiz.

## Wirtschaft
Der Kreis übte die staatliche Aufsicht über die zentralgeleiteten staatlichen Einrichtungen und wirtschaftlichen Unternehmungen im Kreis aus, insbesondere über die volkseigenen Betriebe (VEB), staatlichen Handel, Post, Fernmeldewesen, Eisenbahn, statistischen Dienst, Projektierungsbüros, volkseigene Forstbetriebe und über die Genossenschaften.
Im Kreisgebiet dominierte die landwirtschaftliche Produktion. Bis zum Beginn der Bodenreform lag im Altkreis Ostprignitz der Anteil des privaten Großgrundbesitzes an der landwirtschaftlichen Nutzfläche 30,4 Prozent, womit die Ostprignitz weit unter dem Durchschnittswert der nördlichen Mark von 41,5 Prozent lag. Aus der Enteignung der Gutsbesitzer und der Aufteilung ihres Bodens ging eine überwiegend kleinbetriebliche Agrarstruktur hervor. In der Ostprignitz war die Anzahl der Betriebe in den Größen zwischen 5 und 20 ha von 2362 auf 5802 angewachsen (Neubauern). Damit beseitigte die Bodenreform auch in diesem brandenburgischen Landkreis die traditionelle Besitzstruktur. In der Folge wurden dadurch die ohnehin vorhandenen Nachkriegsschwierigkeiten verstärkt. Dabei war die Ausgangssituation der landwirtschaftlichen Produktion und damit die Versorgung der Bevölkerung mit Nahrungsmitteln in der SBZ 1945 wesentlich günstiger als in den westlichen Besatzungszonen. Die seit 1952 stattfindende Kollektivierung beseitigte dann auch das Privateigentum. Die vollständige sozialistische Umgestaltung der Landwirtschaft in der DDR führte dazu, dass im März 1960 im Kreis Pritzwalk 129 LPG, davon 72 des Typs I, vollgenossenschaftlich organisiert waren. Ende der 1960er Jahre und Anfang der 1970er erfolgten Zusammenschlüsse der LPGs zu Kooperativen Abteilungen Pflanzen- und Tierproduktion. Die Landwirtschaft wurde verstärkt mechanisiert.
Wirtschaftlich mussten die Kreise die rationelle Versorgung der Einwohner mit Nahrungsmitteln gewährleisten und unterhielten dafür ein interzonales Ausgleichssystem. Der Kreis Pritzwalk hatte anhand des Maßstabs der Getreideeinheit mit 26,2 dt/ha einen hohen Eigenversorgungsgrad erreicht und galt mit 2000 kg Getreideerzeugung pro Jahr pro Einwohner als Überschussgebiet und führte Getreide in andere Regionen ab.
Lediglich in der Kreisstadt Pritzwalk gab es nennenswerte Industrie. Es gab ein stetiges Bemühen der Akteure, wirtschaftlich Schritt mit Europa zu halten. 1986 waren durch die örtliche SED-Leitung im Rahmen des wirtschaftlichen Fünfjahresplanes die Einführung sogenannter Schlüsseltechnologien bis zum Jahr 1990 beschlossen worden. Das VEB Zahnradwerk Pritzwalk verfügte 1988 über 59 Industrieroboter und 14 Computer, deutlich weniger oder gar keine in den anderen Betrieben der Stadt. Trotz großer Anstrengungen lagen die Betriebe bei der Digitalisierung zurück. Das Problem bei den angeschafften Computern, beispielsweise im VEB Kreisbaubetrieb, war, dass die Rechner oftmals unzureichend genutzt wurden, weil zum Beispiel die dazugehörigen Drucker und Grafikteile nicht mitgeliefert wurden. Die Zahl der eingesparten Personalressourcen blieb daher hinter den gesetzten Erwartungen zurück. Ein aufgeblähter Verwaltungs- und Leitungsapparat beeinträchtigte die Wirtschaftlichkeit des wichtigsten Kreisbetriebes. Aufgrund von Mängeln bei Ersatzteilen und Material konnte das Zahnradwerk nicht kontinuierlich arbeiten. Die Anlagen waren teils veraltet. Die Arbeitsproduktivität stagnierte.
Die größten 15 Betriebe des Kreises beschäftigten 1989 6488 Personen. Ihr Anteil an der Gesamtbeschäftigung im Kreis betrug 38,7 Prozent. Bedeutende Betriebe waren unter anderen:
| Betrieb                                           | Beschäftigte |
| ------------------------------------------------- | ------------ |
| LPG Pflanzenproduktion                            | 2635         |
| LPG Tierproduktion                                | 2160         |
| VEB Zahnradwerk Pritzwalk                         | 1375         |
| VE Einzelhandelsbetrieb HO                        | 485          |
| VEB Meyenburger Möbelwerk                         | 451          |
| Konsumgenossenschaft                              | 420          |
| VEB Kreisbetrieb für Landtechnik                  | 308          |
| VEB Fleischverarbeitung                           | 185          |
| VEB Landtechnisches Instandsetzungswerk Pritzwalk | 182          |
| VEB Brauerei Pritzwalk                            | 179          |
| VEB Kreisbaubetrieb                               | 165          |
| Konsumbackwarenbetrieb                            | 157          |
| VE Verkehrskombinat                               | 156          |
| Privater Einzelhandel                             | 147          |
| VEB Berufsbekleidung                              | 118          |
| Volkswirtschaft gesamt                            | 16.755       |

Daneben gab es nebst kleineren VEBs wie dem 1978 geschlossenen VEB Brauerei Putlitz weitere kleinere handwerkliche Betriebe. Privates Gewerbe erfüllte auch im Kreisgebiet eine Nischenfunktion. Es sorgte durch die Zusatzangebote für eine ausgleichende flexible Pufferfunktion zwischen starren Planangebot und der oftmals abweichenden Nachfrage.

## Militär
- In Steffenshagen (Pritzwalk) befand sich ein Flugabwehr-Stützpunkt der NVA, Fla-Raketenabteilung 134.
- In Jännersdorf befand sich ein Schieß- und Hubschrauberlandeplatz der GSSD.

Beide Orte umgab ein militärisches Sperrgebiet.

## Kreisangehörige Städte und Gemeinden
Aufgeführt sind alle Orte, die am 25. Juli 1952 bei Einrichtung des Kreises Pritzwalk eigenständige Gemeinden waren. Eingerückt sind Gemeinden, die bis zum 5. Dezember 1993 ihre Eigenständigkeit verloren und in größere Nachbargemeinden eingegliedert wurden, oder die sich zu neuen Gemeinden zusammengeschlossen haben.
- Pritzwalk, Kreisstadt
- Alt Krüssow (heute ein Ortsteil von Pritzwalk)
- Beveringen (heute ein Ortsteil von Pritzwalk)
- Blumenthal (heute Ortsteil von Heiligengrabe)
  - Boddin (am 1. April 1974 Zusammenschluss von Boddin und Langnow zu Boddin-Langnow[94]) (heute ein Gemeindeteil von Groß Pankow (Prignitz))
- Boddin-Langnow (entstand am 1. April 1974 durch den Zusammenschluss von Boddin und Langnow; heute ein Ortsteil von Groß Pankow (Prignitz))
  - Bölzke (am 1. Januar 1974 eingemeindet nach Kemnitz[94]) (heute ein Wohnplatz von Pritzwalk)
  - Breitenfeld (am 1. März 1970 eingemeindet nach Schönebeck, heute Teil von Gumtow)
  - Brügge (am 18. August 1962 eingemeindet nach Halenbeck[94]) (heute ein Gemeindeteil von Halenbeck-Rohlsdorf)
- Buchholz (seit 1. Januar 1974 mit Ortsteil Sarnow) (heute ein Ortsteil von Pritzwalk)
  - Buckow (am 18. August 1962 Zusammenschluss von Grabow und Buckow zu Grabow-Buckow[94]) (heute ein Ortsteil der Gemeinde Kümmernitztal)
  - Buddenhagen (am 1. Januar 1974 eingemeindet nach Meyenburg[94]) (heute ein Ortsteil von Meyenburg)
  - Dahlhausen (am 8. November 1962 eingemeindet nach Blumenthal)
- Falkenhagen (heute ein Ortsteil von Pritzwalk)
- Frehne (heute ein Ortsteil von Marienfließ)
- Gerdshagen (seit 1. Januar 1974 mit Ortsteil Rapshagen) (Gemeinde)
- Giesensdorf (am 1. Januar 1974 nach Kuhsdorf eingemeindet, am 1. Januar 1989 Ausgliederung aus Kuhsdorf[94]) (heute ein Ortsteil von Pritzwalk)
  - Grabow (am 18. August 1962 Zusammenschluss von Grabow und Buckow zu Grabow-Buckow)(heute ein Ortsteil der Gemeinde Kümmernitztal)
- Grabow-Buckow (heute Ortsteile Buckow und Grabow der Gemeinde Kümmernitztal)
  - Groß Langerwisch (am 1. Januar 1957 nach Helle eingemeindet[94]) (heute ein Gemeindeteil von Groß Pankow (Prignitz))
- Groß Pankow (Prignitz) (heute Gemeinde, und ein Ortsteil von Groß Pankow (Prignitz))
- Groß Woltersdorf (heute ein Ortsteil von Groß Pankow (Prignitz))
- Halenbeck (seit 18. August 1962 mit den Ortsteilen Brügge und Warnsdorf) (heute ein Gemeindeteil von Halenbeck-Rohlsdorf)
- Helle (seit 1. Januar 1957 mit Ortsteil Groß Langerwisch) (heute ein Ortsteil von Groß Pankow (Prignitz))
- Hoppenrade (heute ein Ortsteil der Gemeinde Plattenburg)
- Hülsebeck (heute ein Ortsteil der Gemeinde Pirow)
- Jännersdorf (heute ein Ortsteil von Marienfließ)
- Kehrberg (heute ein Ortsteil von Groß Pankow (Prignitz))
- Kemnitz (seit 1. Januar 1974 mit Ortsteil Bölzke) (heute ein Ortsteil von Pritzwalk)
- Klein Woltersdorf (heute ein Gemeindeteil von Groß Pankow (Prignitz))
- Krempendorf (heute ein Ortsteil von Marienfließ)
- Kuhbier (heute ein Ortsteil von Groß Pankow (Prignitz))
- Kuhsdorf (seit 1. Januar 1974 mit den Ortsteilen Giesensdorf und Mesendorf, am 1. Januar 1989 Ausgliederung von Giesensdorf, am 1. Juli 1990 Ausgliederung von Mesendorf) (heute ein Ortsteil von Groß Pankow (Prignitz))
- Laaske (heute ein Ortsteil von Putlitz)
  - Langnow (am 1. April 1974 Zusammenschluss von Boddin und Langnow zu Boddin-Langnow[94]) (heute ein Gemeindeteil von Groß Pankow (Prignitz))
- Lindenberg (heute ein Ortsteil von Groß Pankow (Prignitz))
- Lockstädt (heute ein Ortsteil von Putlitz)
- Lütkendorf (heute ein Ortsteil von Putlitz)
- Mansfeld (heute ein Ortsteil von Putlitz)
- Mertensdorf (heute ein Ortsteil von Triglitz)
  - Mesendorf (am 1. Januar 1974 nach Kuhsdorf eingemeindet, am 1. Juli 1990 Ausgliederung aus Kuhsdorf[94]) (heute ein Ortsteil von Pritzwalk)
- Meyenburg (seit 1. Januar 1974 mit Ortsteil Buddenhagen)
- Nettelbeck (heute ein Ortsteil von Putlitz)
- Porep (heute ein Ortsteil von Putlitz)
- Preddöhl (heute ein Ortsteil der Gemeinde Kümmernitztal)
- Putlitz (Stadt und Ortsteil von Putlitz)
  - Rapshagen (am 1. Januar 1974 nach Gerdshagen eingemeindet[94]) (heute ein Gemeindeteil von Gerdshagen)
  - Reckenthin (am 8. November 1962 nach Tüchen eingemeindet[94]) (heute ein Gemeindeteil von Groß Pankow (Prignitz))
- Rohlsdorf (heute ein Gemeindeteil von Halenbeck-Rohlsdorf)
- Rosenwinkel (heute ein Ortsteil von Heiligengrabe)
- Sadenbeck (heute ein Ortsteil von Pritzwalk)
- Sagast (heute ein Ortsteil von Putlitz)
  - Sarnow (am 1. Januar 1974 eingemeindet nach Buchholz[94]) (heute ein Wohnplatz von Pritzwalk)
- Schmolde (heute ein Ortsteil von Meyenburg)
- Schönebeck (heute ein Ortsteil der Gemeinde Gumtow)
- Schönhagen (heute ein Ortsteil von Pritzwalk)
- Silmersdorf (heute ein Ortsteil von Triglitz)
- Steffenshagen (heute ein Ortsteil von Pritzwalk)
- Stepenitz (heute ein Ortsteil von Marienfließ)
  - Telschow (am 1. Januar 1974 schlossen sich Telschow und Weitgendorf zu Telschow-Weitgendorf zusammen) (heute ein Gemeindeteil von Putlitz)
- Telschow-Weitgendorf (am 1. Januar 1974 schlossen sich Telschow und Weitgendorf zu Telschow-Weitgendorf zusammen[94]) (heute ein Ortsteil von Putlitz)
- Triglitz (Gemeinde, und ein Ortsteil der Gemeinde Triglitz)
- Tüchen (seit 8. November 1962 mit Ortsteil Reckenthin) (heute ein Ortsteil von Groß Pankow (Prignitz))
- Vettin (heute ein Ortsteil von Groß Pankow (Prignitz))
  - Warnsdorf (am 18. August 1962 eingemeindet nach Halenbeck[94]) (heute ein Gemeindeteil von Halenbeck-Rohlsdorf)
  - Weitgendorf (am 1. Januar 1974 schlossen sich Telschow und Weitgendorf zu Telschow-Weitgendorf zusammen[94]) (heute ein Gemeindeteil von Putlitz)
- Wilmersdorf (heute ein Ortsteil von Pritzwalk)

1992 bildeten die zahlreichen kleinen Gemeinden des Kreises Pritzwalk Verwaltungsgemeinschaften (Ämter) zur Erledigung ihrer Verwaltungsaufgaben. Im Kreis Pritzwalk bildeten sich die folgenden Ämter:
- Amt Pritzwalk-Land
- Amt Putlitz-Berge (war im Landkreis Perleberg angesiedelt)
- Amt Groß Pankow/Prignitz (verwaltete auch Gemeinden des Kreises Perleberg)
- Amt Bad Wilsnack/Weisen (nur Hoppenrade aus dem Kreis Pritzwalk)
- Amt Heiligengrabe/Blumenthal (drei Gemeinden gehörten zum Kreis Pritzwalk)

Im Rahmen der Kreisreform in Brandenburg, die am 6. Dezember 1993 in Kraft trat, ging der Landkreis Pritzwalk im Wesentlichen im neuen Landkreis Prignitz auf. Blumenthal, Rosenwinkel und Grabow kam zum Landkreis Ostprignitz-Ruppin.